# Calangianus
Calangianus (IPA: [kalanˈʤaːnus], Caragnàni IPA: [karaˈɲanj] in gallurese, Calanzànos IPA: [kalanˈʣanos] in sardo) è un comune italiano di 3 710 abitanti della provincia della Gallura Nord-Est Sardegna, in Sardegna.
Sorge su un altopiano granitico a 518 metri s.l.m. ai piedi del monte Limbara, secondo rilievo dell'isola per altitudine, in una conca circondata da vigneti e dalle tipiche sugherete della Gallura, regione storica della Sardegna. L'area della cittadina di Calangianus risulta densamente abitata a partire dall'età del rame e, come testimoniano i ritrovamenti, in età romana. Tuttavia, seppur l'origine dell'attuale centro abitato risalga all'Alto Medioevo, la prima notizia certa sul borgo medievale risale al 1100, periodo nel quale i flussi migratori degli abitanti delle zone costiere dell'isola causati dalle incursioni piratesche degli arabi favorirono lo sviluppo delle curatorie interne del Giudicato di Gallura, del quale Calangianus divenne uno degli abitati principali.
Sede di pretura e carcere mandamentale del Regno di Sardegna e del Regno d'Italia, periodo nel quale fu anche capitale del mandamento comprendente i centri vicini di Luras e Nuchis fino al 1927, Calangianus è uno dei centri di riferimento della regione storica della Gallura, sede di attività industriali e società sportive rilevanti a livello nazionale: trattasi del principale centro italiano per la produzione, la lavorazione e l'esportazione del sughero, grazie alla quale fa parte, dal 1979, della lista dei 100 comuni più industrializzati d'Italia.
In seguito alla soppressione della provincia di Olbia-Tempio, sostituita dalla zona omogenea Olbia-Tempio nel 2016, Calangianus è tornato a far parte della provincia di Sassari. Il 16 aprile 2021 Calangianus entra a far parte della provincia, in fase di attivazione, del Nord-Est Sardegna.

## Geografia fisica

### Territorio

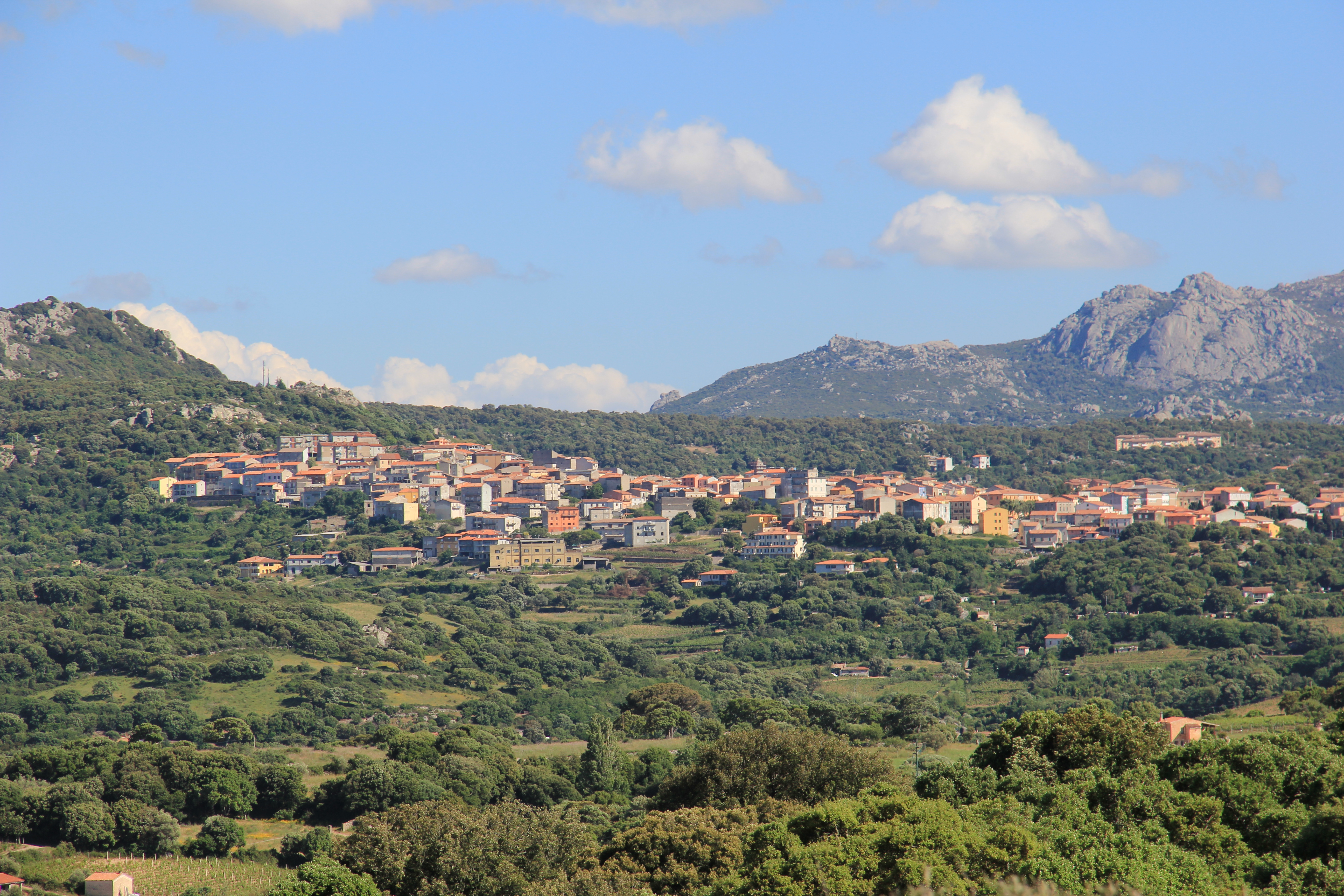
Panoramica di Calangianus

Calangianus sorge su una conca elevata 518 metri s.l.m. inclinata verso ovest, alle falde del monte Limbara, estesa tra quattro monti: Lu Casteddu, Casiddu, Gaspareddu e Lu Colbu.
Il territorio comunale di Calangianus si estende in oltre 13 000 ettari, che ingloba dal nord parte del Lago Liscia e parte della strada provinciale 38 sulla quale si estende il territorio di San Leonardo (area rilevante per chirotterofauna). Degradando verso i massicci granitici di Muddetru e Laicheddu, l'agro calangianese si estende verso est fino alla valle Valentino e al monte La Eltica e verso ovest fino alle montagne di Monti Biancu, Monti di Deu e Punta Bandiera (punto più elevato del territorio comunale, a 1 336 metri s.l.m.), inglobando il versante orientale del monte Limbara. A nordest di Monti di Deu si estende la parte meridionale del centro abitato (lungo la strada statale 127 Settentrionale Sarda verso Olbia), il quale si chiude in parte settentrionale con l'area industriale (sulla strada statale 127 Settentrionale Sarda verso Tempio Pausania) che confluisce fino a Nuchis, ammontando la linea aerea di estensione della cittadina a circa 4 km. Il confine con il vicino paese di Luras è segnato dalla rotatoria sulla stessa strada provinciale 136 per Olbia. Il punto più basso corrisponde a 99 m s.l.m.
Una piccola porzione del territorio comunale è riconducibile alla regione storica del Monteacuto. Trattasi di quei terreni demaniali ed ex demaniali, eredi dei terreni ademprivili di Silvas de intro, Baronia che in epoca spagnola e piemontese si estendeva da Erula fino a Loiri Porto San Paolo. In particolare trattasi di un territorio sottostante al limite che da Punta Balestrieri porta a Miriacheddu e prosegue lungo il fiume Zirulia/Taroni (all'epoca chiamato Riu de Silvas) fino al confine con Telti. Tra esse ad esempio Lu Rustu, Ambrogiu Mossa, Piras, Vena di Piras, Pedra Majore, Su caddalzu, Lu bugnu, Val di trau, La eltiga, Pisciotu, Buscinu, Cannuciu, Lu saltu, Cannisgioni, Monte Diana, ivi compresa la zona della chiesetta di Santa Caterina, dove vigeva il villaggio medievale di Sa pedra de Campos.

#### Idrologia

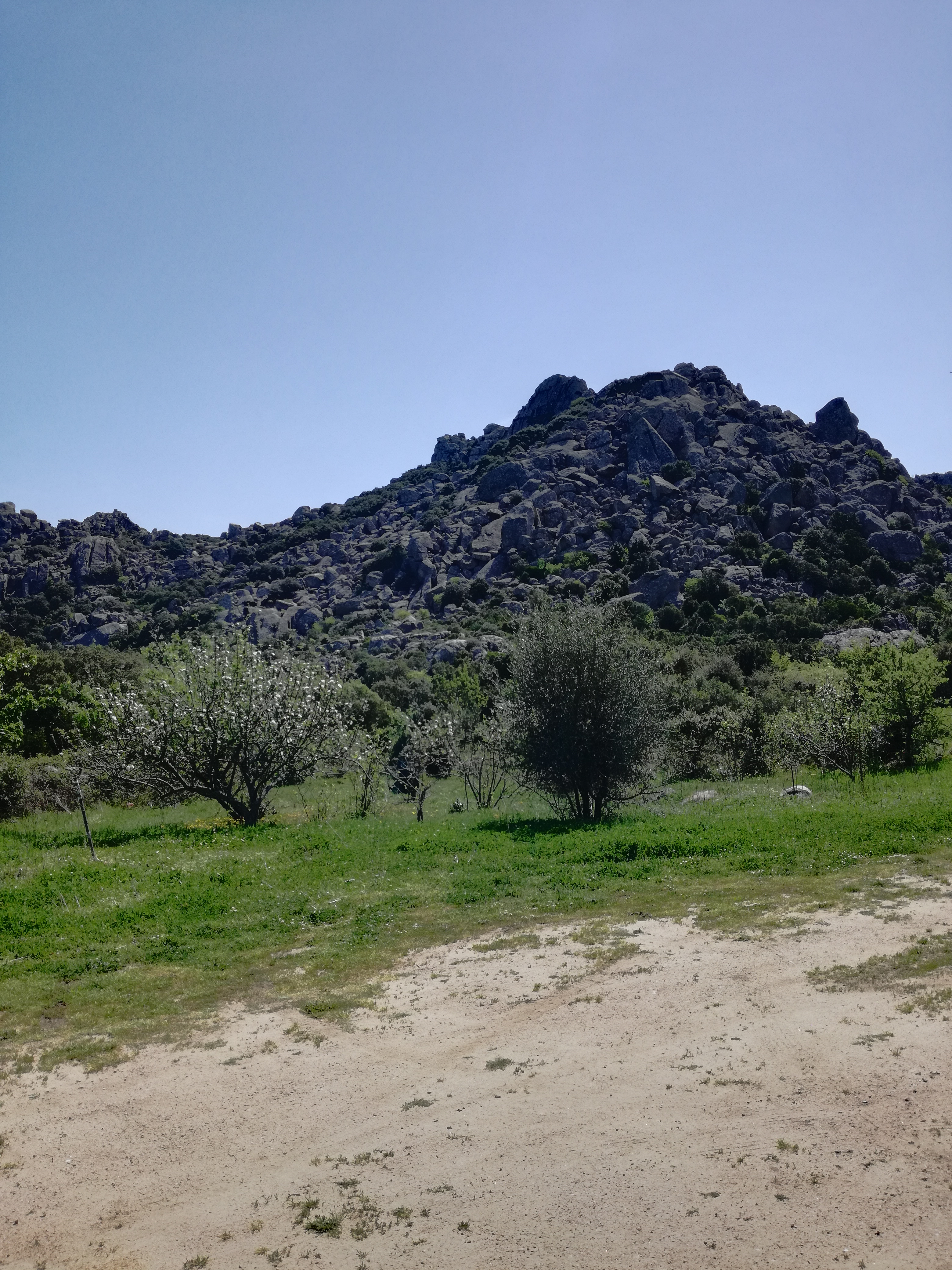
Monti dell'agro di Calangianus, in località Monti Brusgjatu.

Il territorio comunale di Calangianus comprende parte del lago Liscia meridionale e confina direttamente con la diga di Monti di Deu, situata in territorio di Tempio Pausania. L'idrografia principale di Calangianus è suddivisa in tre principali spartiacque (tre bacini idrogeologici divisi tra nord, sud-ovest e sud-est del territorio comunale), la cui densità di drenaggio è di 1,05.
Il territorio comunale è attraversato da una moltitudine di canali e ruscelli, dei quali i principali sono denominati Manisfalata, Piatu, Gaddalzu, Badumela, Miriacheddu, Cuncata, San Paolo (principale affluente del Liscia), Pedralza e Barrottu (che attraversano l'intera parte meridionale dell'urbano), Padrongiano e Taroni, nei quali affluiscono canali che passano in paese.

#### Geologia e morfologia
Il territorio comunale di Calangianus fa parte del parco naturale regionale, caratterizzato da una morfologia prevalentemente collinare, ricco di ruscelli e formazioni granitiche. La sua vegetazione, tipicamente mediterranea, è dominata dalla presenza di querce da sughero, lecci, cisto e corbezzolo. In autunno i boschi si arricchiscono di varie specie di funghi. I dintorni sono ricchi di testimonianze archeologiche quali nuraghi e tombe dei giganti.

### Clima
Seppur localizzato ad una discreta altitudine, Calangianus è caratterizzato da un clima mediterraneo, con estati generalmente miti e inverni freschi, favorito da una distanza dal mare non elevata. Le precipitazioni nevose sono frequenti nell'arco di tempo tra dicembre e febbraio.

Nella classificazione climatica dei comuni italiani Calangianus è collocato nella «zona D», con 1854 GG.
| Calangianus                  | Mesi | Mesi | Mesi | Mesi | Mesi | Mesi | Mesi | Mesi | Mesi | Mesi | Mesi | Mesi | Stagioni | Stagioni | Stagioni | Stagioni | Anno |
| Calangianus                  | Gen  | Feb  | Mar  | Apr  | Mag  | Giu  | Lug  | Ago  | Set  | Ott  | Nov  | Dic  | Inv      | Pri      | Est      | Aut      | Anno |
| ---------------------------- | ---- | ---- | ---- | ---- | ---- | ---- | ---- | ---- | ---- | ---- | ---- | ---- | -------- | -------- | -------- | -------- | ---- |
| T. max. media (°C)           | 9,1  | 9,4  | 11,5 | 14,4 | 18,6 | 22,6 | 26,1 | 26,0 | 23,0 | 18,0 | 13,6 | 10,1 | 9,5      | 14,8     | 24,9     | 18,2     | 16,9 |
| T. media (°C)                | 6,7  | 6,7  | 8,5  | 11,0 | 14,8 | 18,5 | 21,7 | 21,8 | 19,2 | 14,8 | 10,9 | 7,8  | 7,1      | 11,4     | 20,7     | 15,0     | 13,5 |
| T. min. media (°C)           | 4,4  | 4,1  | 5,6  | 7,7  | 11,0 | 14,5 | 17,4 | 17,7 | 15,4 | 11,7 | 8,3  | 5,6  | 4,7      | 8,1      | 16,5     | 11,8     | 10,3 |
| Giorni di gelo (Tmin ≤ 0 °C) | 14   | 8    | 4    | 1    | 0    | 0    | 0    | 0    | 0    | 0    | 7    | 12   | 34       | 5        | 0        | 7        | 46   |
| Precipitazioni (mm)          | 73   | 84   | 76   | 57   | 42   | 28   | 11   | 20   | 40   | 81   | 102  | 106  | 263      | 175      | 59       | 223      | 720  |
| Giorni di pioggia            | 12   | 14   | 8    | 9    | 9    | 7    | 4    | 6    | 6    | 7    | 12   | 11   | 37       | 26       | 17       | 25       | 105  |

## Origini del nome
Diverse sono le ipotesi sull'origine del nome di Calangianus. Le più accreditate sono le seguenti:
- Calangianus è identificata nell'oppidum di Calangiani o Calonianus.[10] Il toponimo deriverebbe in tal caso dalla divinità Giano. Il toponimo si sarebbe evoluto poi da Calanyano e Villa Calanyanus.[22]
- La forma Calangianus deriverebbe dal nome logudorese caragna, che contraddistingue una pianta (secondo alcuni è il nome antico della carota), da cui Caragnanus, cioè "luogo delle Caragne".[23]
- Il nome di Calangianus, secondo gli studi dello storico F. Corona (Calangianus. Monografia storica), deriverebbe da cala ’e granis, cioè “cala del granito”.[11]

## Storia

### Origini

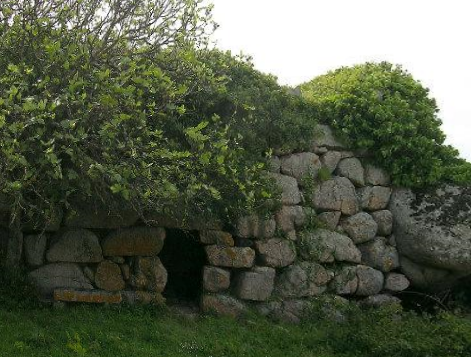
Il nuraghe Agnu.

Calangianus sorge su un'altura che dovette essere ideale per l'insediamento preistorico e protostorico: un elenco ufficiale del Ministero della Pubblica Istruzione registra 11 nuraghi e 2 tombe di giganti in agro di Calangianus. Le tombe dei giganti, di cui una perfettamente conservata, si trovano l'una presso il rio Santu Paulu, l'altra presso Pascaredda. La presenza dell'uomo nuragico risale al 2000 a.C. e in epoca preistorica, in base ai numerosi ritrovamenti, risulta abitato già nell'età del rame.
Dopo la conquista della Sardegna da parte dei romani (238 a.C.), diversi resti rinvenuti a Calangianus confermano l'esistenza di villaggi già in quel periodo.

### Medioevo

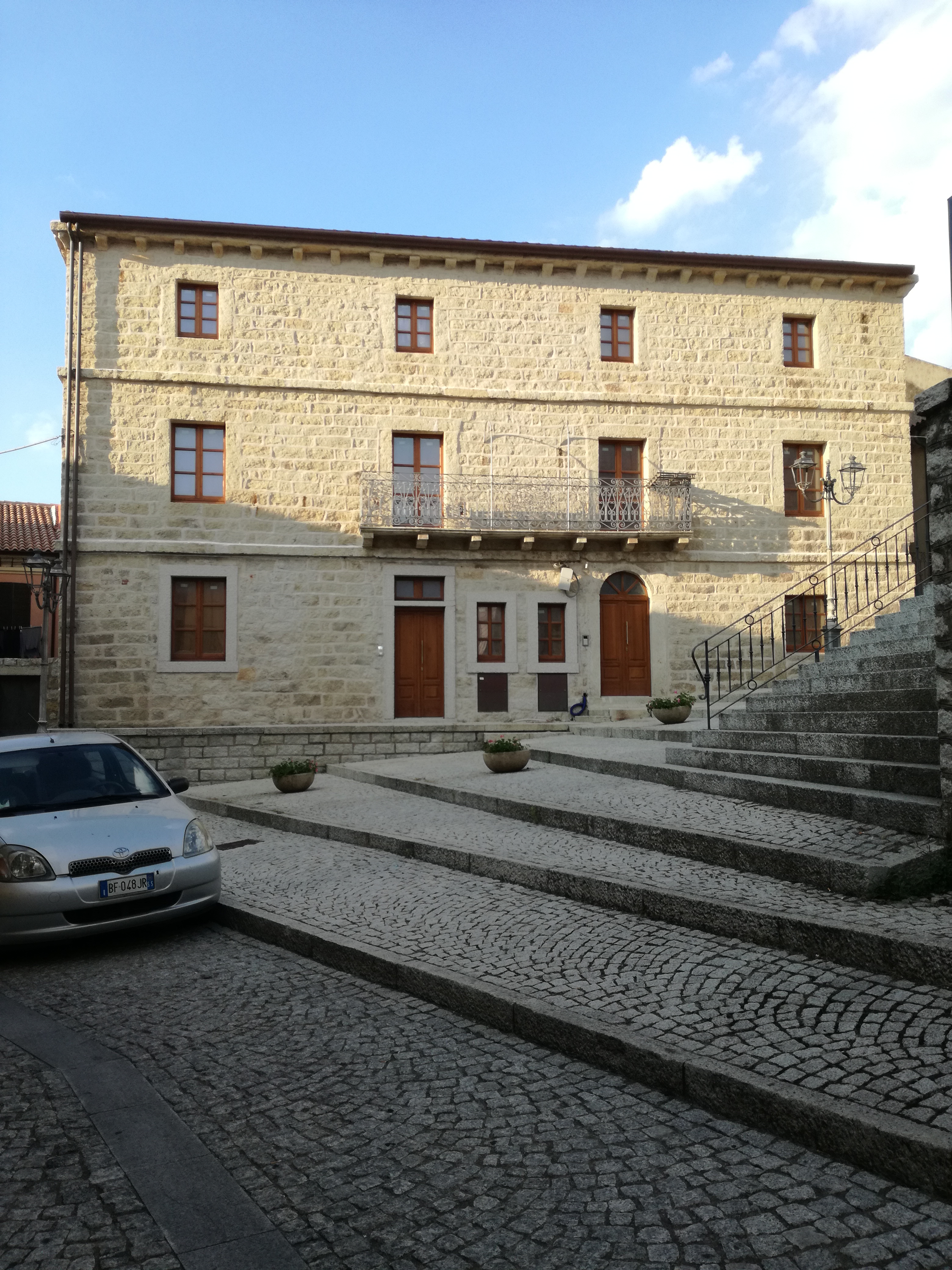
Palazzu Mannu.

Sono presenti resti di antiche abitazioni intorno alla chiesa diroccata di Santa Margherita, ove situata anticamente il centro abitato risalente all'Alto Medioevo, in seguito spostato in località Santa Justa. Abbiamo riferimenti a Calangianus nel Basso Medioevo, provenienti dagli archivi vaticani: risale al 1162 una bolla di papa Alessandro III che affida alle cure del clero di San Lorenzo di Genova la «Capella Sancti Jacobi del Calegnano». Si colloca in questo periodo la fuga, verso Calangianus, del nucleo abitato presso San Giovanni sul Liscia. Su questa antichissima tradizione i calangianesi considerano loro quella lontana chiesetta campestre (a 25 km da Calangianus), dove festeggiano san Giovanni Battista, il 24 giugno di ogni anno. Nel 1300 compare per la prima volta il nome di Villa Calanyanus, facente parte della curatoria di Gemini Josso del Giudicato di Gallura, la quale non contava più di sessanta abitanti. Le carestie e le pestilenze che flagellarono tutta la Gallura non risparmiarono Calangianus che tuttavia, a differenza di altri centri, non venne abbandonato completamente e lentamente. Dal seicento in poi la cittadina ebbe un rilevante sviluppo demografico, diventando il secondo centro della Gallura per importanza nel 1400, per quanto risultasse allora essere il centro più povero e più trascurato dell'intera curatoria. Un consistente flusso migratorio di genti calangianesi e tempiesi avvenne tuttavia nella seconda metà del XVII secolo, a favore della Villa Terranova (l'attuale Olbia). Infatti, siccome l'attività principale dell'entroterra era la pastorizia, il commercio per mezzo dell'attività portuale in via di sviluppo affascinava molti. Si deve proprio a questo fenomeno migratorio la diffusione della parlata gallurese nella parte orientale della Gallura e la ricrescita del centro di Olbia. Le attività della Villa di Calangianus rimasero l'agricoltura e la pastorizia, in quella che è una realtà completamente diversa da quella del resto del Giudicato di Gallura: la popolazione calangianese rappresentava il secondo centro del Giudicato, ma anche tra quelli dove regnava maggior malessere.

### Età moderna

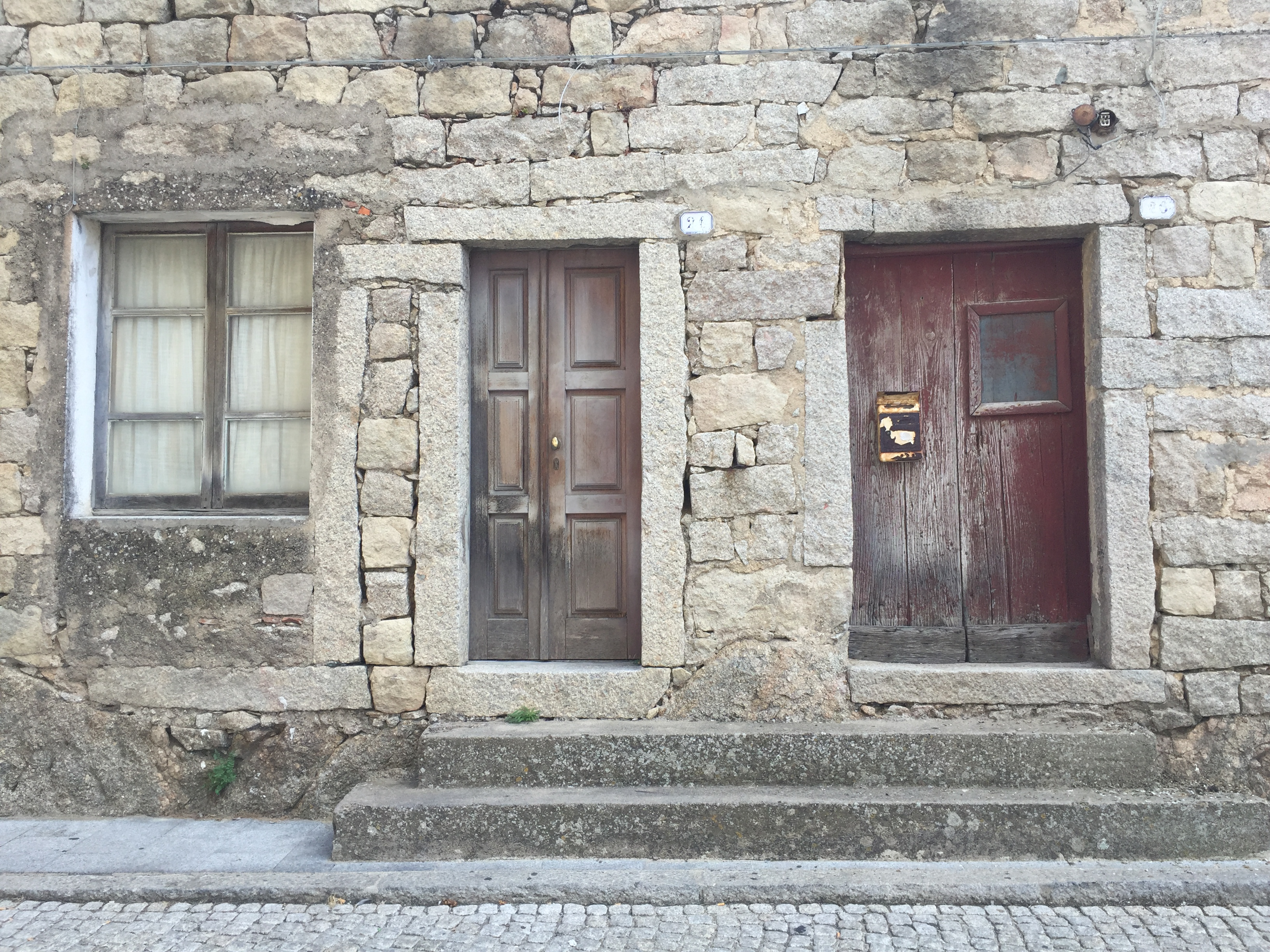
Particolari del centro storico di Calangianus

I segni del futuro prospero di Calangianus si intravedono negli anni a cavallo tra l'Ottocento e il Novecento, tra l'unità d'Italia, la belle époque e la prima guerra mondiale, periodo nel quale la popolazione, stabilizzata sui 2 000 abitanti, tende a incrementare un'intensa attività mercantile.
La Villa di Calangianus fu protagonista di funeste vicende, che si scatenarono con l'odio tra le diverse famiglie per la contesa della città (le sanguinose "innimistai", in gallurese) e dure contese contro le ville di Luras e Tempio per il circostante agrario. A causa della prevalsa di anarchia e di disagio tra il centro e le comunità di case sparse nel territorio quali San Leonardo, Calangianus non presenta molte testimonianze edilizie di pregio riguardanti il Settecento.
Calangianus ottenne l'autonomia nel 1771, assieme a Tempio, Terranova (oggi Olbia), Luras, Aggius, Bortigiadas e Nuchis. In contemporanea, Calangianus entrò a far parte della X Divisione di Sassari durante il Regno di Sardegna e sarà centro amministrativo di mandamento nella provincia di Tempio, amministrando i comuni vicini di Luras e Nuchis.
Con la riforma amministrativa (decreto Rattazzi n.3702 del 23 ottobre 1859) e l'unità d'Italia viene ridotto il numero delle province e la Sardegna viene divisa in sole 2 province (Cagliari e Sassari). Calangianus fu incluso nel Circondario di Tempio della provincia di Sassari, nel quale divenne il capoluogo dell'omonimo mandamento, comprendente Luras e Nuchis. La crescita demografica proseguì regolarmente fino al 1861 (2194 abitanti), salvo una flessione nel 1855 a causa del colera, che registrò a Calangianus 43 morti. Nel 1881 inizia a Calangianus la costruzione del cimitero, e nel 1883 nasce la banda musicale. Nel 1888 viene inaugurata la ferrovia per Monti. Il tracciato della ferrovia partiva da Tempio Pausania, per poi raggiungere Nuchis, Luras e Calangianus. Tutte e tre le stazioni sono oggi situate nel territorio di Calangianus.

### Età contemporanea

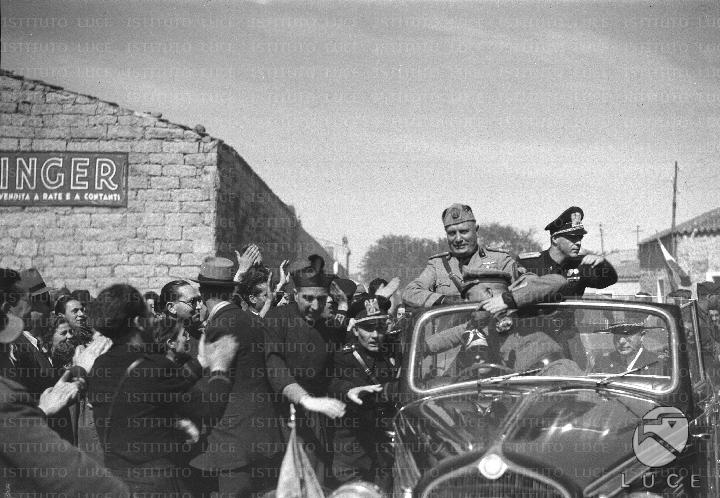
Il duce Benito Mussolini è acclamato dalla folla festante a Calangianus, 12 maggio 1942

Il primo decennio del XX secolo è fortemente caratterizzato, a partire dal successo del tappo da sughero calangianese all'Esposizione Internazionale di Milano nel 1906. Oltretutto, Calangianus diventa in questo periodo capitale di mandamento e sede di pretura. Alla crescita del Novecento corrisponde l'ingrandimento dell'area urbanizzata, che si espande intorno al vecchio nucleo. Nel 1942 Benito Mussolini sbarca a Sassari e, dopo una tappa a Tempio Pausania e il saluto in piazza Gallura, si reca a La Maddalena passando per Calangianus, dove dà il suo saluto al popolo, acclamato da una gremita folla.
Superata la crisi degli anni Trenta e la seconda guerra mondiale, Calangianus conosce un importante sviluppo economico e demografico: nel 1951 ha 6 342 abitanti. Nel 1977 ha luogo qui la prima Fiera Internazionale del Sughero e nel 1979 Calangianus ottiene la classificazione come uno dei cento comuni più industrializzati d'Italia (in contemporanea, la frazione di Sant'Antonio di Calangianus diventa un comune autonomo). Il primo Rapporto del CENSIS sulla situazione sociale della Sardegna ha classificato la cittadina tra i 128 comuni “verdi” d'Italia a crescita integrata. Nella seconda metà del Novecento si contano a Calangianus oltre 300 laboratori e industrie dediti alla lavorazione del sughero. La cronaca registra il 29 maggio 1992 il gemellaggio con il comune di Gensac-la-Pallue, in Francia.
Nonostante la crisi economica abbia colpito particolarmente il reparto del sughero, Calangianus respira economicamente una serena aria di ripresa. Nel 1999 viene fondata a Calangianus l'azienda Plastwood, società che produce e commercializza particolari giocattoli magnetici per bambini di tutte le età, in seguito alla concessione sotto licenza di Claudio Vicentelli, fondatore della Geomag. La Plastwood è famosa per essere stata la prima azienda al mondo ad aver creato e sviluppato il gioco di costruzioni magnetiche, insediata nel Toy Building di New York e diventata presto una delle dieci principali aziende italiane produttrici di giocattoli. Nonostante la crisi, la società ha continuato a ottenere diversi riconoscimenti, tra cui “Giocattolo dell’anno” alla fiera di Mosca nel 2010, ed a lanciare nuovi prodotti nel mercato di Norimberga, Slovenia e nel resto d’Europa, facendo rinascere la nuova Plastwood Italia s.r.l. dalle ceneri della vecchia Plastwood.
Nel 2005 Calangianus entra nella provincia di Olbia-Tempio, soppressa poi nel 2016, anno di rientro nell'amministrazione della provincia di Sassari (tuttavia nella Zona Omogenea della Gallura). Nel 2012 il distretto industriale del sughero di Calangianus, associato a quello di Tempio Pausania, conta 677 imprese registrate. Rilevante è il calo di popolazione subito negli ultimi anni dalle cittadine sarde, che non ha risparmiato Calangianus, a partire dagli anni 2000 (la popolazione, in 10 anni, è calata di quasi 1 500 abitanti).

### Simboli
Stemma
Dallo statuto comunale, il comune ha, come suo segno distintivo, lo stemma riconosciuto con decreto del presidente della Repubblica n. 906 in data 4 gennaio 1988 e iscritto nel libro araldico degli enti morali.
La stella a 8 punte in campo bianco è presente anche nello stemma di Sant'Antonio di Gallura, prima frazione di Calangianus; la quercia da sughero e i due ovini al pascolo, rappresentano le principali attività economiche locali. Lo scudo è completato dai colori giallo e rosso, rappresentativi della cittadina.
Gonfalone
Dallo statuto comunale, il comune fa uso, nelle cerimonie ufficiali, del gonfalone riconosciuto con provvedimento n. 906 in data 4 gennaio 1988 del presidente della Repubblica Italiana. Il gonfalone comunale è rappresentato da un drappo quadrangolare di stoffa, di colore blu. Il drappo ornato da due cordoni laterali argentati e frangiato da motivi d'argento, è caricato nel centro dello stemma di comune, sormontato sopra la corona dall'iscrizione centrata "Comune di Calangianus". La cravatta frangiata si compone in nastri tricolorati dai colori nazionali.

## Monumenti e luoghi d'interesse

### Architetture religiose

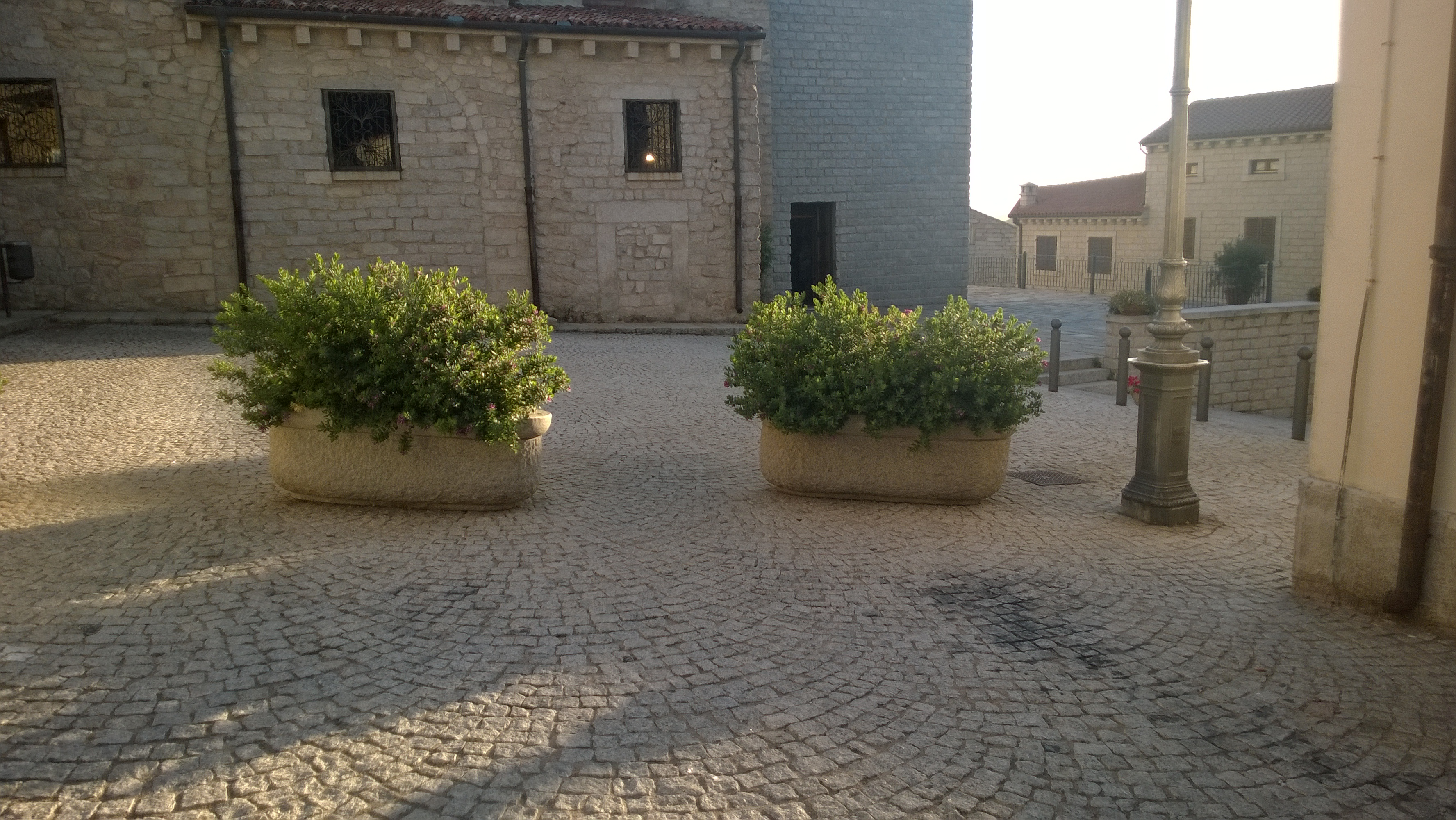
Piazza Santa Giusta

Le architetture religiose di Calangianus risalgono principalmente al Medioevo, riportabili all'architettura barocca. Nonostante gli edifici attuali risalgano circa al 1400, si identificano due chiese risalenti all'Alto Medioevo in località Santa Malgarita, dedicate rispettivamente a Giacomo il Maggiore e Margherita di Antiochia, tuttavia oggi quasi completamente perdute.

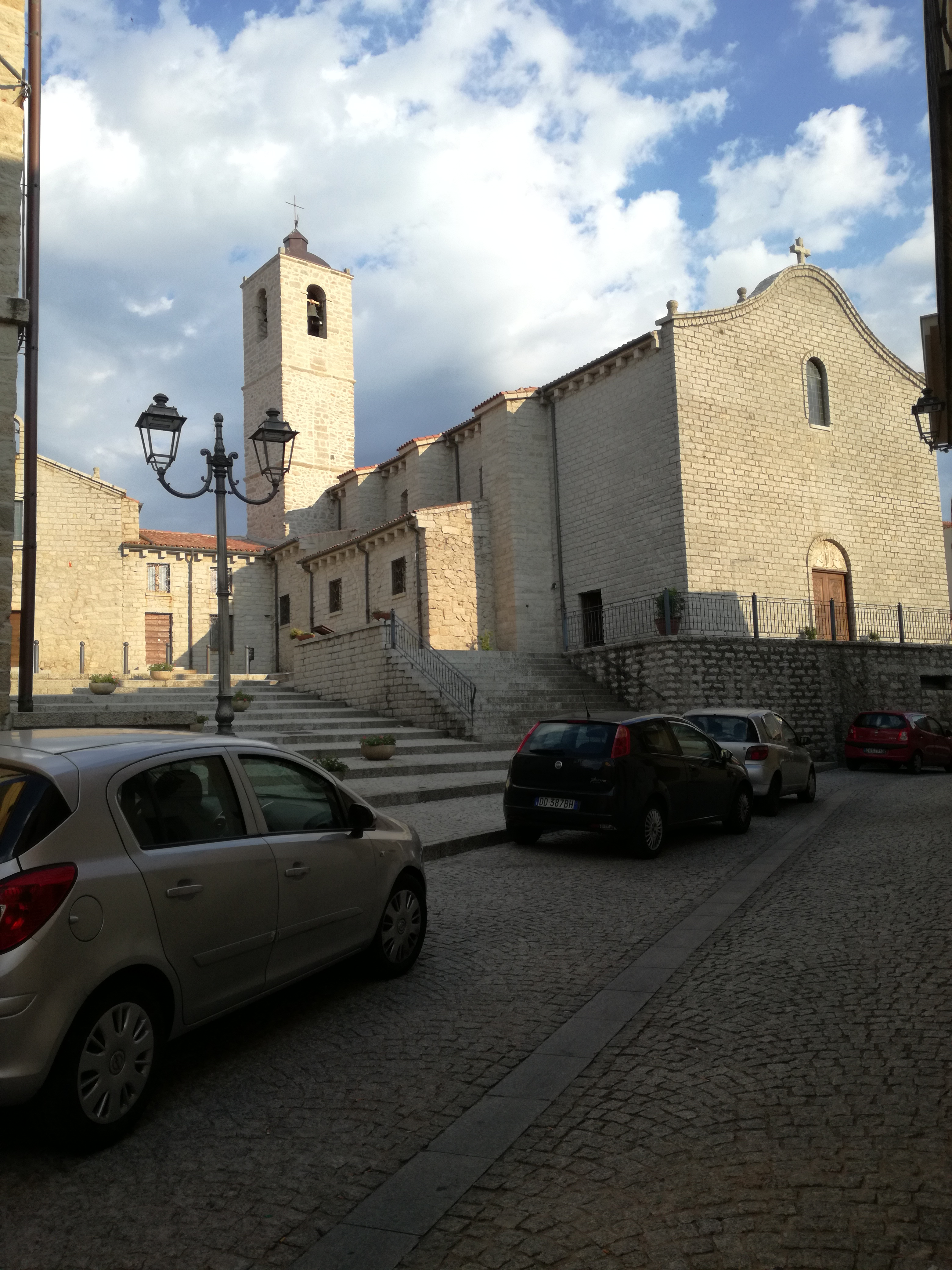
Chiesa parrocchiale di Santa Giusta

Chiesa parrocchiale di Santa GiustaLa chiesa parrocchiale di Santa Giusta, principale luogo di culto di Calangianus, sorge nell'omonima piazza. Venne fatta costruire nel Cinquecento dal generale aragonese Mosen e citata per la prima volta in un documento storico del 1596, quando Andrea Lusso ne realizzò la pala d'altare. In seguito ad un ampliamento attuato nel 1602, la chiesa viene consacrata il 9 settembre del 1736 e dedicata alla martire santa Giusta di Cagliari. Ulteriori lavori di restauro si attuarono nel 1896, seguiti da un secondo rinnovamento nel 1965. Rinnovata completamente tra il 2011 ed il 2016, si tratta di un tipico esempio di architettura granitica gallurese, caratterizzato da un interno ricco di affreschi e rappresentazioni marmoree, contornate esternamente da facciate completamente in granito a vista.

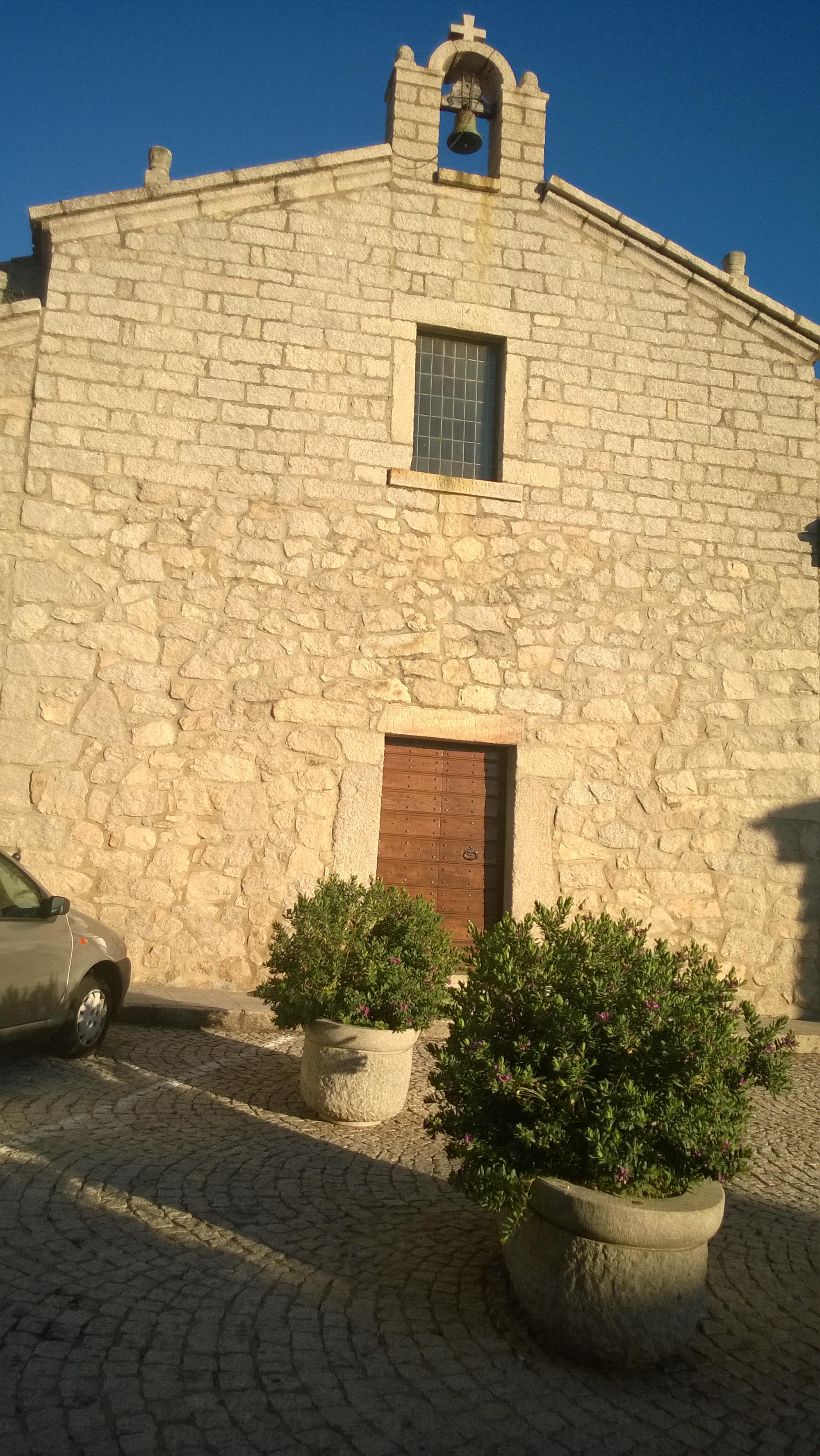
La chiesa di Santa Croce

Chiesa di Santa CroceLa chiesa di Santa Croce è situata di fianco alla chiesa di Santa Giusta, affacciata sulla piazza omonima, nel 1646. Interamente in granito a vista e discretamente decorata negli interni, ha subito due principali restauri nel 1793 e nel 1982. Presenta la sede dell'omonima confraternita, di cui si ha notizia nel 1616. All'interno di questa si trova un'opera di Andrea Lusso di Irgoli, rappresentante l'Assunzione e destinata un tempo ad ornare l'altare maggiore della chiesa di Santa Giusta la quale presenta, oltre alla Vergine, le immagini di santa Giusta e san Giovanni di Liscia, il santo patrono dell'antico villaggio rivierasco dal quale deriva l'attuale Calangianus.

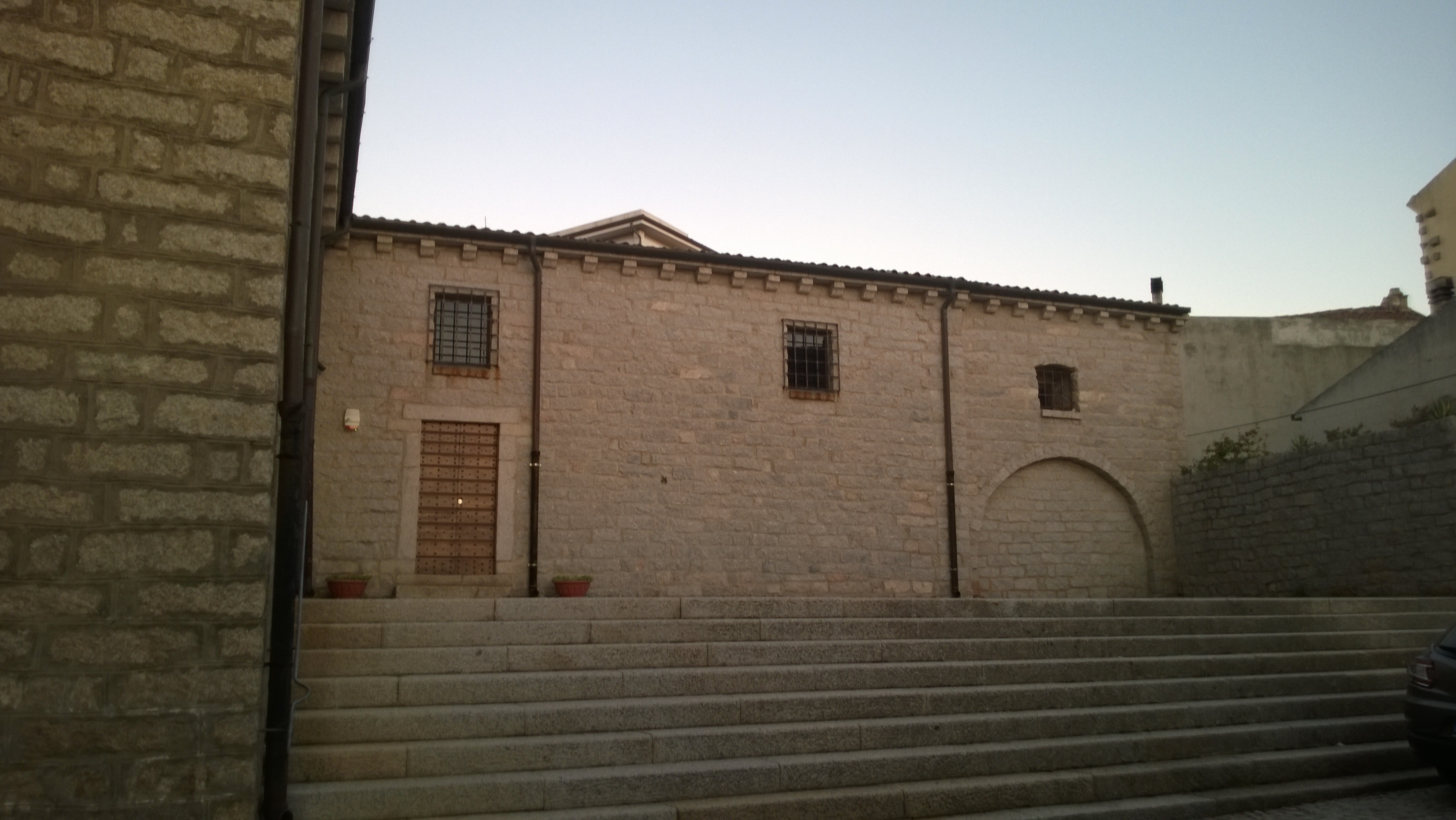
L'oratorio di Nostra Signora del Rosario

Oratorio di Nostra Signora del RosarioSede dell'omonima confraternita fondata nel 1626, l'oratorio di Nostra Signora del Rosario viene citato per la prima volta nel 1741, per quanto la sua costruzione risalga al settimo decennio del Seicento. Situato a destra della chiesa parrocchiale di Santa Giusta, è l'edificio più recente del complesso monumentale. Ospita oggi il Museo diocesano di arte sacra, il quale propone una ricca collezione di pezzi dei secoli tra il XVI e il XVIII secolo, con prevalenza di oggetti liturgici e dipinti.

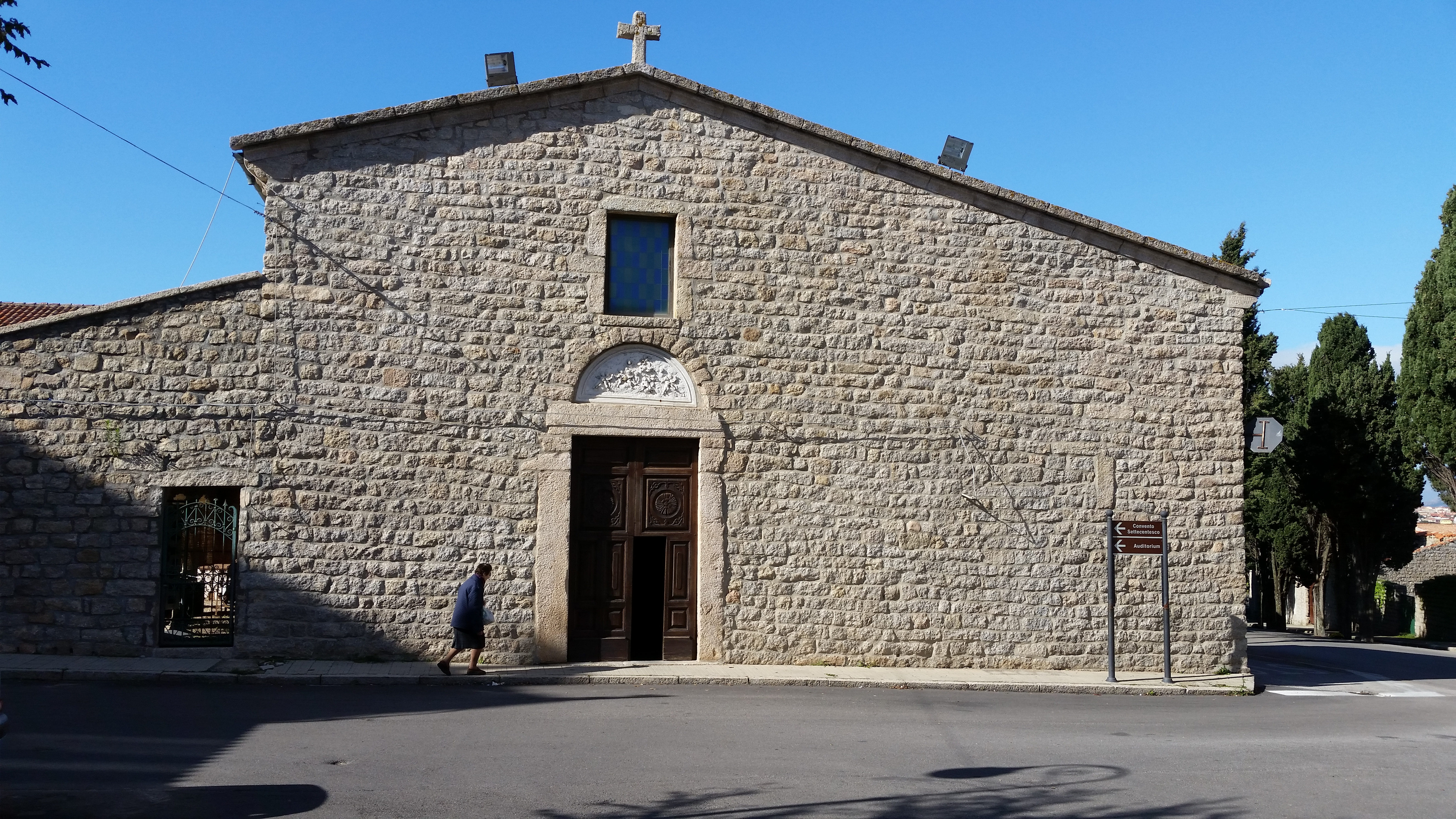
Chiesa di Santa Maria degli Angeli

Chiesa di Santa Maria degli AngeliLa chiesa di Santa Maria degli Angeli è stata edificata e consacrata nel 1705 come chiesa del convento retrostante. Chiesa granitica di grande interesse architettonico, presenta sopra il portone un bassorilievo a mezzaluna rappresentante il coro degli angeli, opera dell'artista locale Mario Savigni, in marmo macinato e cemento bianco. Presenta al suo interno, oltre a diversi affreschi risalenti al 1946, statue lignee, pulpito e coro ligneo risalenti circa al 1700. Presenta due cappelle, dedicate a sant'Antonio da Padova e san Felice da Cantalice.

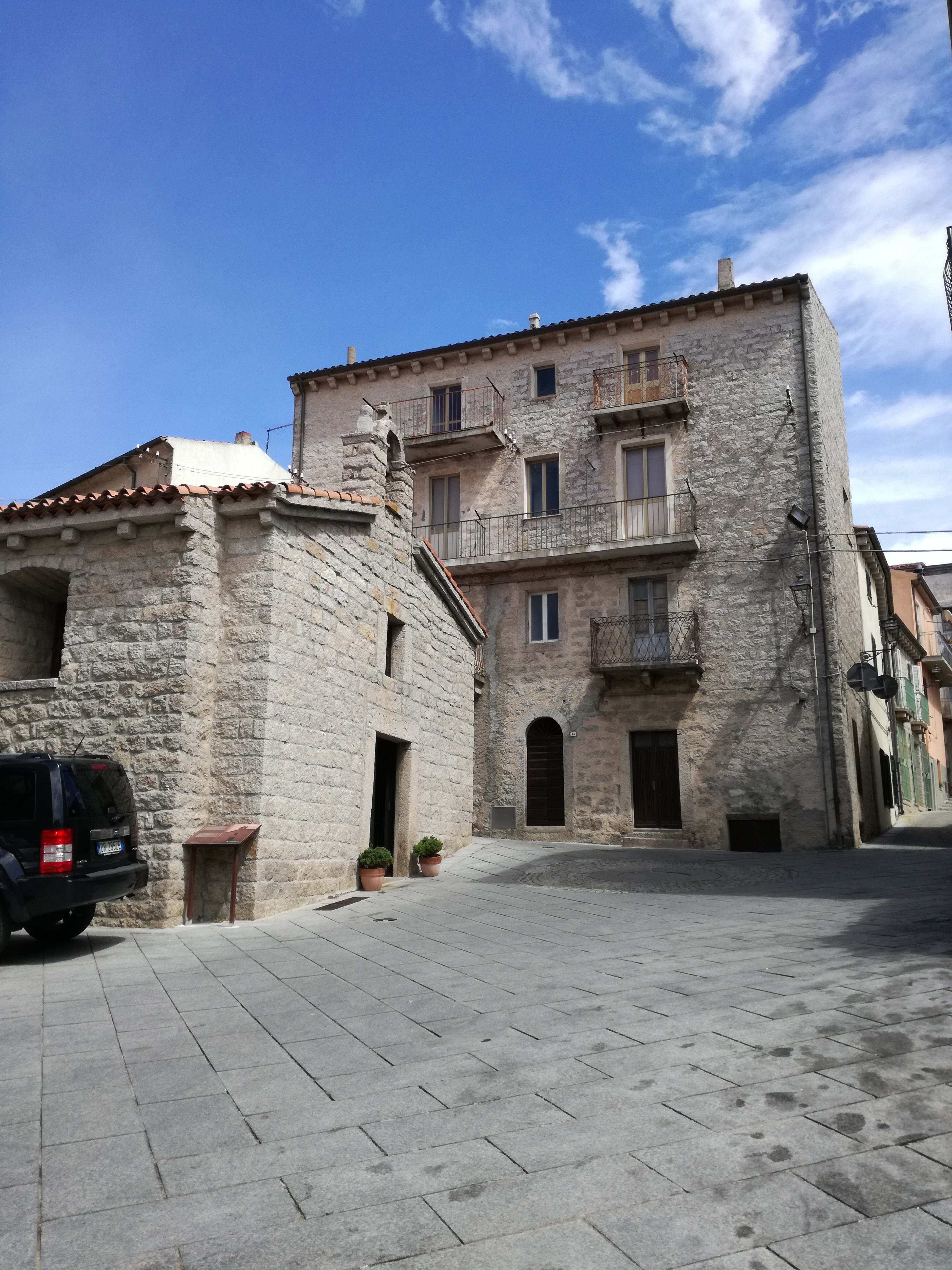
Chiesa di Sant'Anna

Chiesa di Sant'AnnaLa chiesa di Sant'Anna risale al 1665, come attesta un'iscrizione sulla facciata laterale. Si tratta di una piccola chiesa in granito, situata in pieno centro storico, che conserva all'interno un rilevante dipinto ottocentesco raffigurante sant'Anna attribuito al pittore cagliaritano Giovanni Marghinotti. Venne completamente ricostruita nel 1811 e restaurata nel 1987.
Santuario di Nostra Signora delle GrazieAll'interno del parco della Vergine delle Grazie si trova l'omonimo santuario, ricostruito nel 1904 e interamente in granito. Sorge ove situava un'antica chiesa rurale, dedicata a San Paolo Eremita e risalente al 1623. All'attuale, il santuario presenta un ricco altare ove situa, oltre alla statua della Vergine, quelle di San Paolo Eremita e di Santa Giusta.
Chiesa di Santa CaterinaPresso la casa cantoniera di Larai, nella strada verso Berchidda, è situata la chiesa campestre dedicata a Santa Caterina, costruita nel 1998. Presenta un prospetto semplice, un campanile a vela sormontato da una croce ed un piccolo porticciolo. Si affaccia sul lato opposto su una piazzetta granitica.
Chiesa di San LeonardoLa chiesa campestre di San Leonardo sorge nell'omonima piccola divisione amministrativa nel territorio comunale di Calangianus, a circa 8 km dal centro abitato. Edificata nel 1623 da parte della parrocchia di Calangianus, attualmente la chiesa appartiene alla parrocchia di Sant'Antonio di Gallura e sorge nei pressi dell'omonimo nuraghe.
Chiesa di San SebastianoLa chiesa di San Sebastiano Martire situa nel parco di sugherete omonimo. Edificata nel Settecento, venne ricostruita nel 1855 da un proprietario terriero calangianese come voto per essersi salvato da un'epidemia di colera. Riedificata completamente nel 1995 e consacrata il 26 giugno 1999, trattasi di una tipica chiesa campestre in granito a vista della Gallura.
Chiesa di San TommasoCostruita e consacrata nel 2016, la piccola chiesa campestre di san Tommaso è una cappella intonacata, costruita da un uomo calangianese in onore di un suo fratello deceduto. Situa nella valle di Valentino, al centro di un parco.
Convento dei Frati CappucciniIl convento dei Frati Cappuccini venne edificato nel 1705 dai frati minori cappuccini (uno dei tre ordini mendicanti maschili che costituiscono la famiglia francescana), venne soppresso nel 1866. Fu sede della caserma dei reali carabinieri, della scuola, del carcere e dell'ufficio pretoriale, per poi essere occupato dai soldati nell'intero periodo durante la prima e seconda guerra mondiale. Attualmente è utilizzato come luogo di convegni, teatro e cinema, nonché come sito ove sorge il Museo del Sughero, inaugurato nel 2011.

### Architetture civili

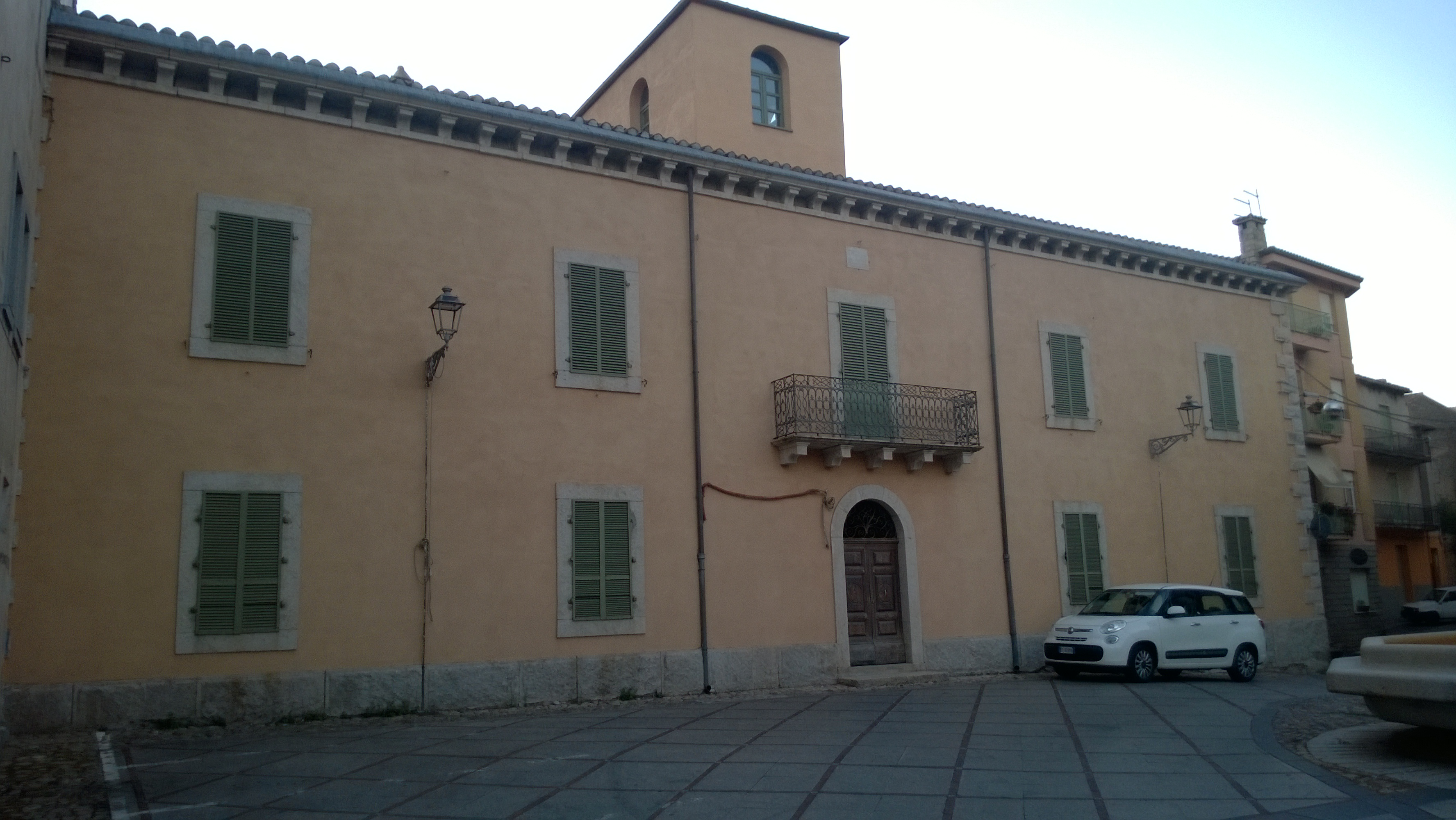
Palazzo Corda

Palazzo Corda Il Palazzo Corda venne edificato nel 1892 da Marco Corda, il primo pioniere calangianese nel campo del sughero, e ne fece la sua dimora di famiglia nonché sede del primo settore industriale di Calangianus. Sede dei primi dibattiti sul campo del sughero, ospitò il 4 marzo 1888 le autorità per l'inaugurazione della ferrovia Monti-Tempio. Di proprietà del comune dal 2006, il palazzo è stato ristrutturato ed adibito a polo culturale e nuova biblioteca del paese.

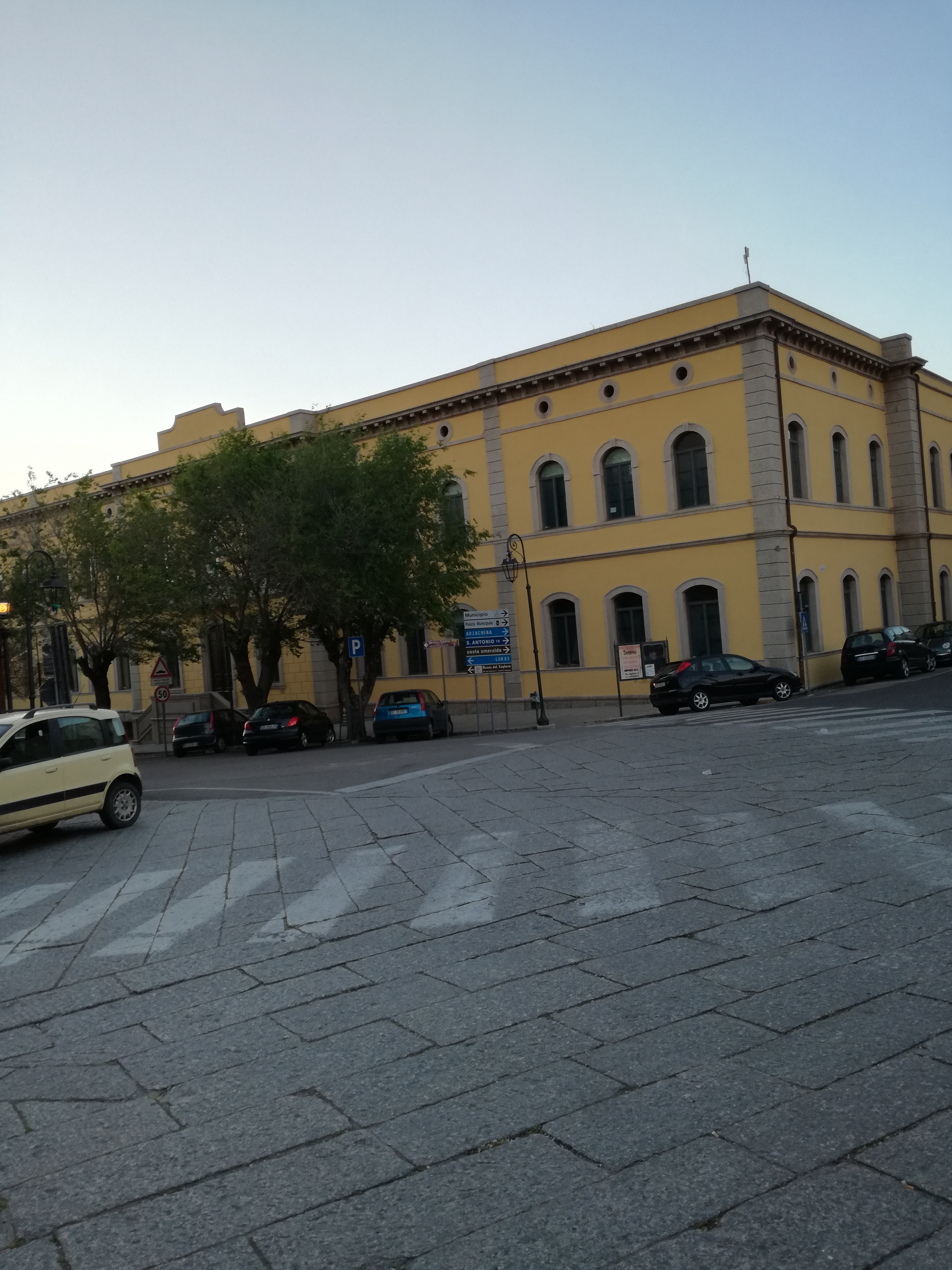
Il vecchio caseggiato scuole di Calangianus

Palazzu Mannu Lu Palazzu Mannu (dal gallurese, il grande palazzo) è stato edificato nel 1800 alle falde del colle Santa Justa, nei pressi della chiesa parrocchiale. Da tradizione prettamente gallurese, il palazzo è interamente costruito in granito e presenta un ampio balcone sovrapposto a due portali (prima del restauro, il portale era uno solo). Costruito in tre piani, presenta il tipico stile dei palazzi galluresi di età sabauda. Divenne sede di prefettura, per poi essere recuperato e restaurato nel terzo millennio.
Palazzo La LittrangaEdificato nel 1751 alle falde del colle San Nicola, è considerato il palazzo più antico palazzo granitico di Calangianus. Appartenne nel 1800 ad un noto notaio locale che venne assassinato nel 1850 nella strada verso Tempio. Il palazzo fu sede della giudicatura e più tardi della pretura. L'eredità di questo palazzo storico provocò una lunga lite che interesso diverse famiglie famose di Calangianus, da qui il nome Littranga (in calangianese, la persona "littrangosa" è una persona che impiega molto tempo nel concludere qualcosa). Nel 2006 è stato restaurato, ed è oggi adibito ad abitazioni.
Palazzo Niccolò Ferracciu
Il Palazzo Niccolò Ferracciu è l'antica dimora restaurata del ministro calangianese. Edificato in 4 piani, presenta un portale sovrastato da una lunga lapide datata 1892, che attesta il palazzo come luogo di nascita e crescita del noto politico calangianese. Durante i lavori di restauro, vi fu ritrovato un busto in onore del ministro, che verrà in seguito utilizzato per costruirne un monumento in suo onore.

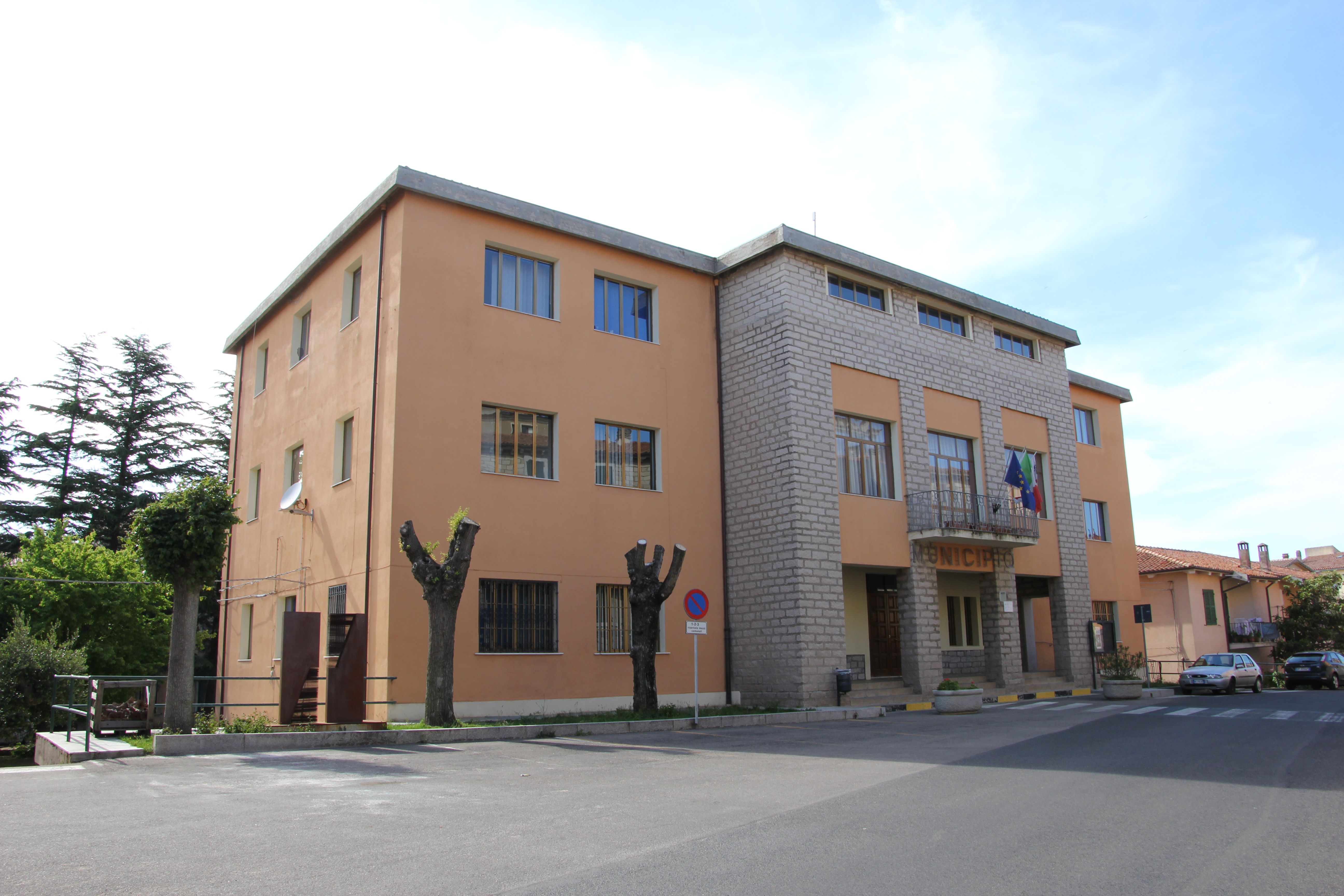
Palazzo Civico

Palazzo del vecchio CaseggiatoIl vecchio Caseggiato di Calangianus, che oggi ospita le scuole elementari, ospitava fino agli anni '70 l'istituto professionale per l'industria sugheriera, ancora oggi il primo ed unico istituto specializzato nella lavorazione del sughero. Presenta un'architettura prettamente novecentesca, riscontrabile quasi analogalmente nei caseggiati scuole di Tempio Pausania e Luras. Il vecchio caseggiato presentava inoltre parte del vecchio stadio Rinascita.

### Monumenti
Monumento ai cadutiIl monumento ai caduti della prima guerra mondiale di Calangianus è situato al centro della piazza del popolo, la piazza principale del paese. Composto da un basamento granitico a tronco piramidale, è sovrastato da una statua bronzea raffigurante un guerriero stante. Ai lati del basamento due placche bronzee presentano l'una un gallo (simbolo della Gallura) con una targa sottostante su cui è incisa la dedica ai caduti, l'altra, situata sul retro, il bollettino di vittoria. Alto circa 5 metri, il monumento, che fu realizzato attraverso la fusione del bronzo di cannoni austriaci, venne inaugurato il 5 novembre 1927. L'autore, lo scultore siciliano Turillo Sindoni, lavorò soprattutto a Roma e in Italia centrale, realizzando numerosi monumenti celebrativi e commemorativi come quello di Calangianus.
Monumento a Niccolò FerracciuIl monumento a Niccolò Ferracciu, alto circa 3 metri, è posto al centro dell'omonima piazza. Presenta un pilastro granitico sul quale è posto un busto bronzeo raffigurante il ministro calangianese, scoperto nella sua antica dimora solo il 12 maggio 2007. Sulla facciata principale presenta una lastra con dedica, al centro di una piazzetta riccamente decorata ed inaugurata nel 2007.
La Fontana NuovaLa Fontana Nuova è un'antica fontana edificata frontalmente alla piazza della Madonnina. Completamente granitica, è stata edificata nel 1898. Le fontane pubbliche, monumenti considerati minori ma ricchi di storia, costituivano in passato importanti centri di aggregazione tra gli abitanti dei centri della regione storica di Gallura. Attorno alle stesse, pressoché analoghe nei centri storici dell'alta Gallura, si protrae un ampio piazzale che ha, come scopo natale, quello di celebrare il culto dell'acqua, portato avanti fin dalla Sardegna nuragica.
Lu Pultoni di lu FratiLu Pultoni di lu Frati (dal gallurese, il portone del frate) è l'antico ingresso monumentale alla villa Vignaredda, dimora di Padre Bonaventura, un tempo nell'estrema periferia cittadina. Presenta, oltre ad antiche statue marmoree rappresentanti dei santi, iscrizioni recitanti dei versi della Bibbia. Venne commissionato dal frate verso la fine dell'Ottocento e, recentemente restaurato, costituisce ora una rilevante rimanenza storica delle opere del frate e missionario calangianese citato, tra i tanti, anche da Grazia Deledda.

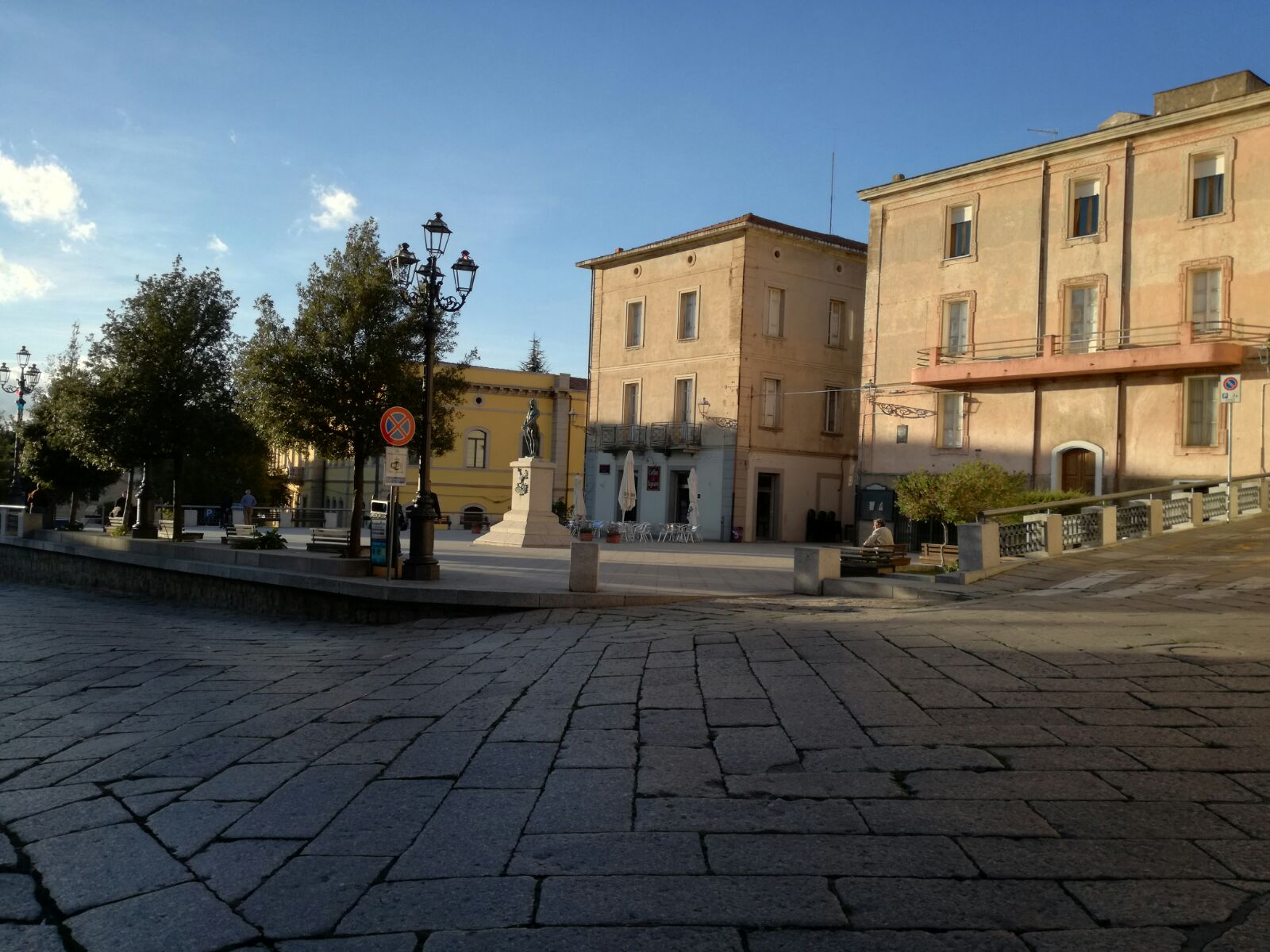
Piazza del Popolo, Calangianus.

### Altro
Corso Niccolò FerracciuIl corso Niccolò Ferracciu di Calangianus (chiamato in gallurese Carrera Longa) è la via principale del centro storico di Calangianus. Costruita interamente in lastricato granitico, attraversa il centro storico e ne collega i siti principali al rione di Lu Rizzatu (il rione centrale), per concludersi in piazza Niccolò Ferracciu. Il corso Niccolò Ferracciu, sede di una moltitudine di attività e negozi, è parte del centro principale della comunità del paese, in quanto via principale di collegamento al centro abitato storico ed al complesso religioso di Santa Giusta. Crocevia delle principali festività del paese, la Carrera Longa (dal gallurese, la grande, lunga via) costituisce una delle parti più importanti del centro storico.
Viale RomaIl viale Roma di Calangianus è il lungo viale dove sorgono il caseggiato delle scuole elementari, le scuole medie e la chiesa di Santa Maria degli Angeli. Si collega al corso attraverso un incrocio frontale a Piazza del Popolo, nel rione Lu Rizzatu. Caratterizzato dal tipico lastricato granitico, forma un suggestivo ingresso in paese assieme al viale Cimitero, con una sequenza ordinata di alberi. Trattasi del fulcro delle due principali feste non religiose organizzate a Calangianus.

### Siti archeologici

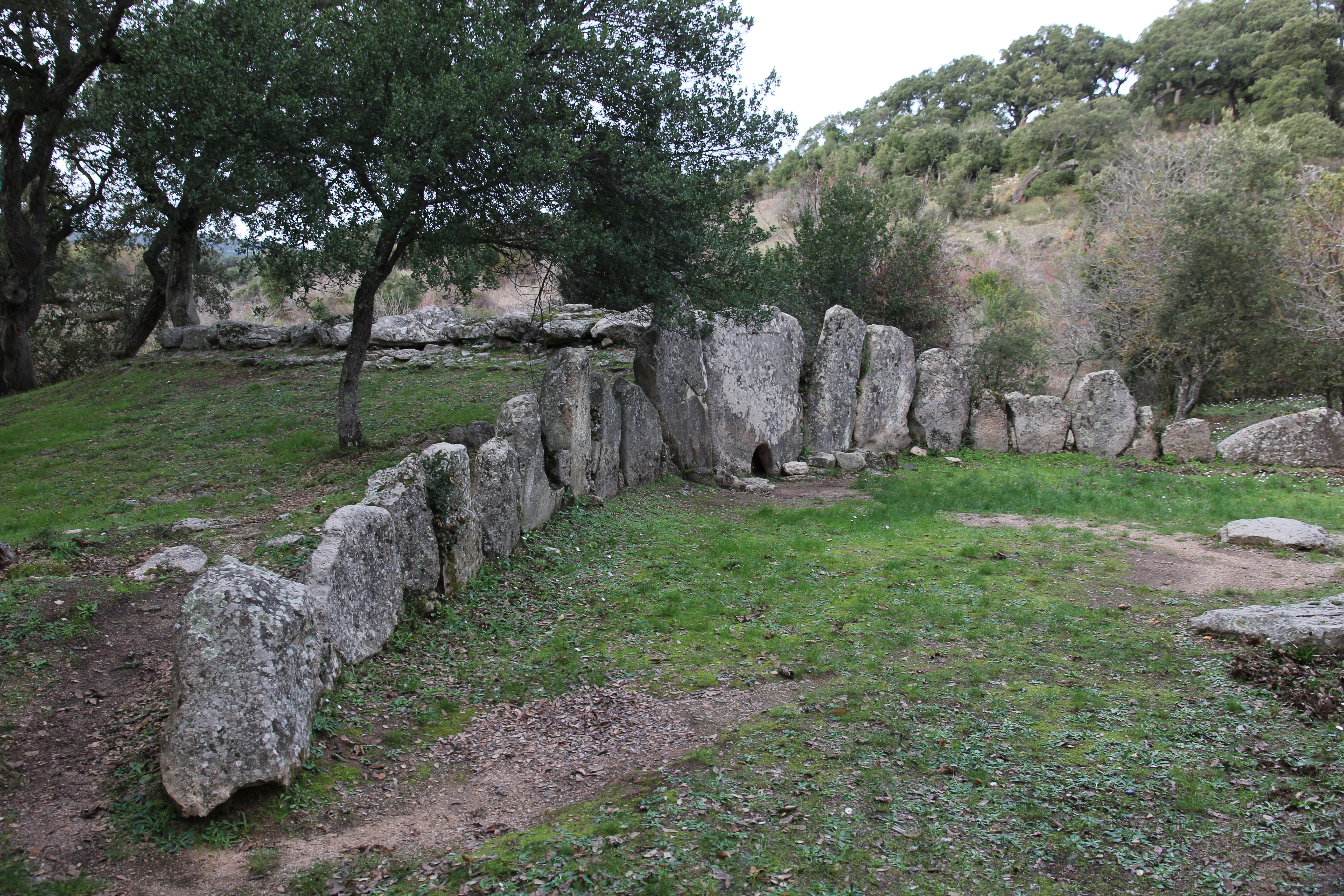
La tomba dei giganti di Pascaredda

Area archeologica di Monti di DeuIn prossimità del rio Badu Mela è presente l'area archeologica di Monti di Deu. Il reperto più importante è costituito dalla tomba dei giganti di Pascaredda, ascrivibile al Bronzo medio-Bronzo recente (1700-1400 a.C.) e realizzata in stile dolmenico-ortostatico, secondo il classico modello architettonico che caratterizza questo tipo di monumenti funerari. La tomba è edificata con la tipica pietra locale, il granito, e si trova in buone condizioni di conservazione, atta a rappresentare un ottimo esempio di architettura prenuragica. Un altro elemento particolarmente importante è la fonte sacra di Li Paladini, ascrivibile anch'essa al Bronzo medio-Bronzo recente e realizzata in stile nuragico. Trattasi di una struttura megalitica in condizioni pressoché ottime. Situano nell'area archeologica anche il dolmen e nuraghe Agnu. Quest'ultimo è un protonuraghe, è risalente al II millennio a.c. e presenta un'ampia struttura a corridoio.

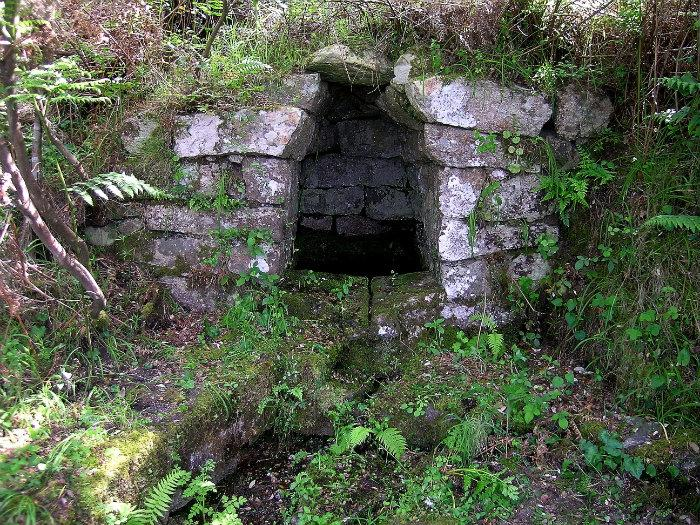
La fonte sacra di Li Paladini

Complessi nuragiciSono situati nel territorio di Calangianus alcuni importanti complessi protonuragici e nuragici risalenti all'età del bronzo: i nuraghe Agnu, Bonvicinu, Lajcheddu e Monti di Deu sono ancora in buone condizioni, mentre dei nuraghe Casteddhu, Pulgatoriu, Pastinacciu, Paolucciu e San Leonardo rimangono solo dei resti.
Conca FraicataIn gallurese, il termine conca fraicata indica una grotta naturale creata in un monolite dall’erosione delle acque. Anticamente questo tipo di grotte venivano chiuse con pareti di blocchetti di granito in modo da ottenere una sorta di edificio che veniva utilizzato a scopo di abitazione o riparo per le famiglie o le singole persone dedite all’attività agropastorale. Due di questi particolari edifici si trovano nei pressi di Calangianus. L'usanza di riadattare le grotte granitiche era molto diffusa in età preistorica. Sulla SS 127 verso Telti, ad un chilometro dal centro abitato, è posta la più nota, facente parte di un suggestivo itinerario culturale ai piedi del monte Limbara. Un'altra formazione meno nota di Conca Fraicata è situata lungo i binari della ferrovia Sassari-Tempio-Palau, dopo uno svincolo della SP 38 sul noto "ponte dell'Allegria". Trattasi del sito nel quale fu girata una scena del film Una questione d'onore, diretto da Luigi Zampa.

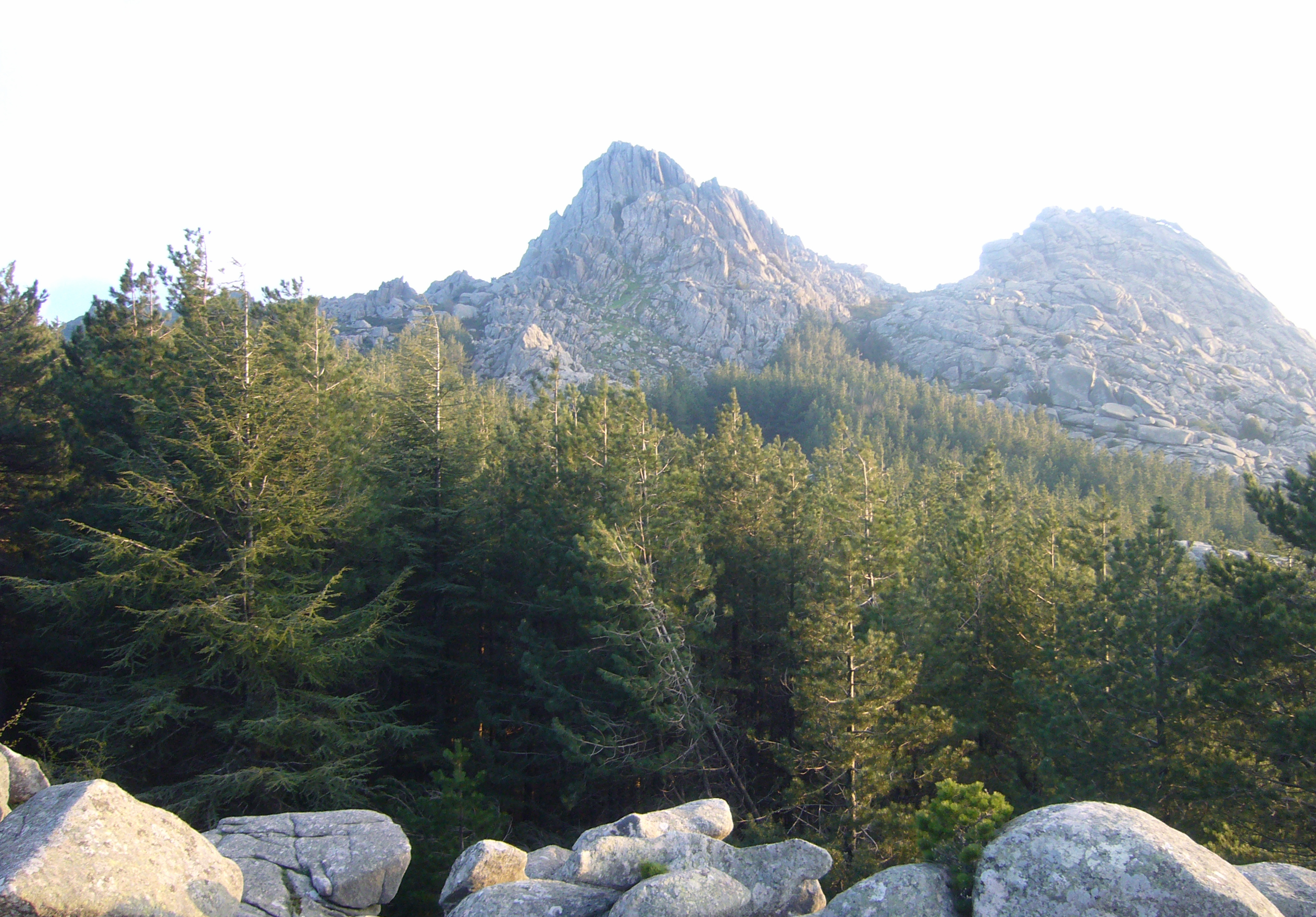
Il monte Limbara.

### Aree naturali
Parco Regionale del Limbara
Si trova nel territorio di Calangianus il versante orientale del monte Limbara, il quale costituisce il Parco Regionale del Limbara. Qui prevale una vegetazione basata da leccio, conifere e macchia mediterranea, oltre a caratteristiche emergenze granitiche. Il Parco Regionale del Limbara è, grazie alla sua posizione geografica, il clima e la diversificazione degli habitat, rilevante e particolarmente protetto a livello europeo.
L'area del "Limbara Calangianus" ha la denominazione SIC (sito di interesse comunitario), principalmente per la presenza dei tipici tafoni. Una caratteristica importante del Limbara di Calangianus è di possedere oltre il 70% della superficie più elevata dei 900 m di altitudine (i monti principali Monti Biancu, Monti Nieddu, Monti di Li Cupuneddi, Punta Bandiera). Possiede un inquadramento climatico riconducibile a due zone climatiche: il Lauretum e il Castanetum.
Diverse sono le tipologie di vegetazione presenti nel cantiere forestale. La copertura vegetale presente è divisa in diverse tipologie:
- Macchia mediterranea di tipo basso, che occupa il 40% della superficie, caratterizzata da erica arborea, cisto, leccio, corbezzolo, fillirea, mirto. Presenta gradoni rimboschiti che ne occupano il 20% circa, caratterizzati da conifere e latifoglie.
- Macchia mediterranea di tipo alto, che occupa il 15% del totale. Caratterizzata da forme vegetali più evolute di orniello, fillirea, agrifoglio e tasso, oltre a macchie forestali di leccio.
- Macchia mediterranea su zone rocciose, che interessa il 25% della superficie. Questa zona è definita da grandi masse rocciose, che rappresentano le guglie principali della catena montuosa del Limbara.
- 2º Corpo La Cagginosa, area per la maggior parte rimboscata. Si estende su 60 ettari e vi sono presenti pinete di pini domestici e marittimi, oltre a impianti di latifoglie (sugherete e leccio). I lavori di rimboscamento sono stati eseguiti tra la seconda metà degli anni '70 e il 1984.

Altipiano di Li Conchi

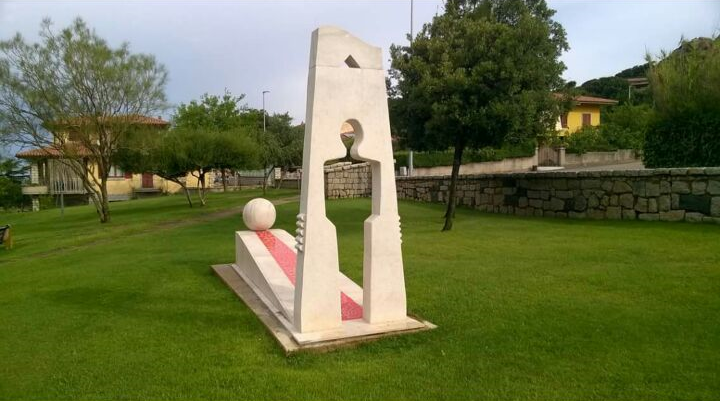
Il parco La Vignaredda.

L'altipiano di Li Conchi situa nei pressi del Limbara di Calangianus. Si eleva fino a 1 120 metri, ed è raggiungibile attraverso la strada statale 127 Settentrionale Sarda per Olbia.
Arricchito da diversi e fitti boschi di lecci e sugherete, presenta quelle che sono tra le cime più elevate del complesso del monte Limbara. Nei pressi dell'altipiano situano delle conche di origine preistorica (si tratta di cavità presenti all'interno di grandi massi di granito nelle quali l'uomo ha allestito dimore e recinti in pietra) nelle quali sono stati rinvenuti importanti reperti storici, tra i quali i resti di un villaggio romano, presunti residui di Calangiani (da qui il nome dell'altipiano).

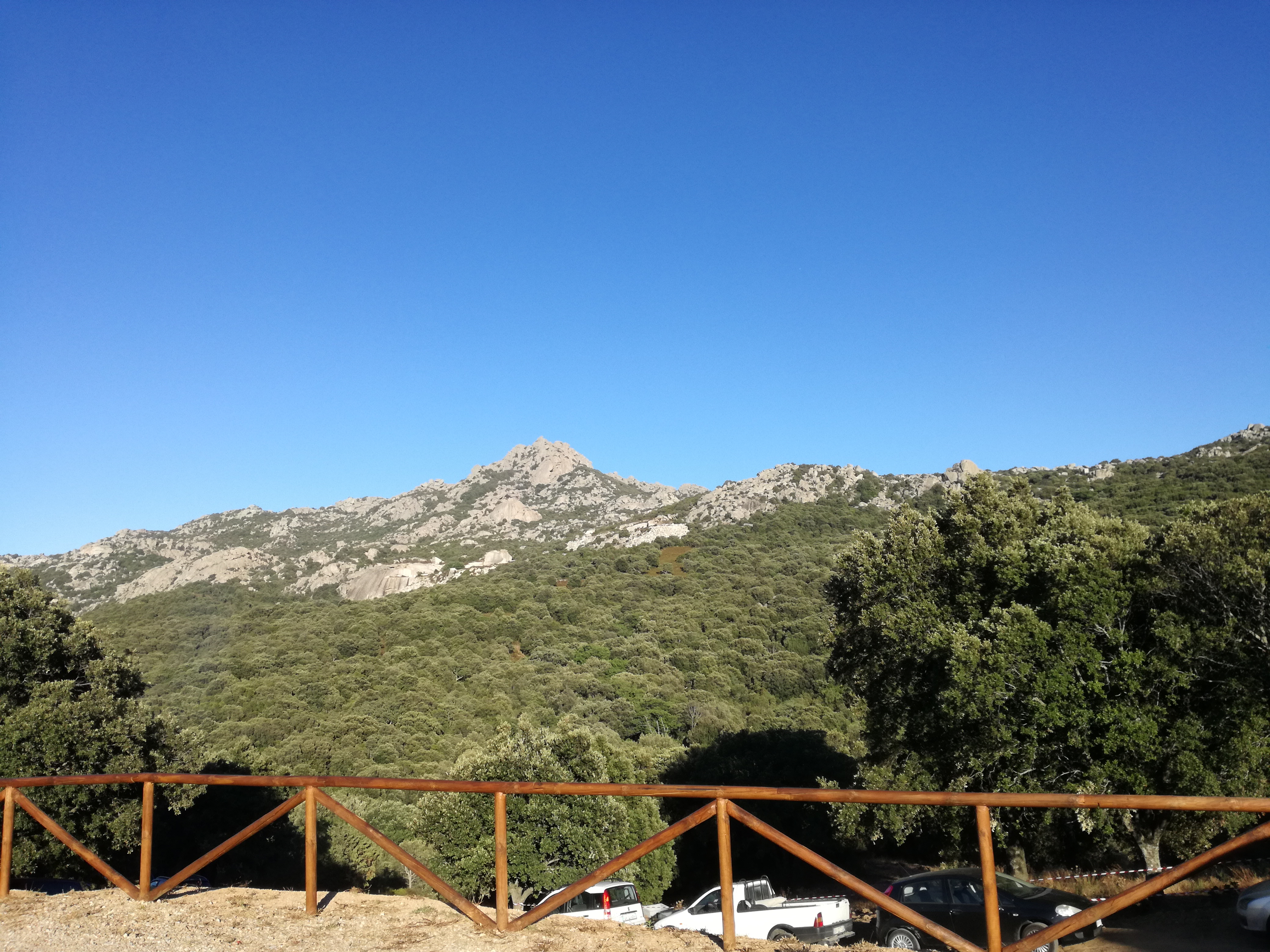
La valle di Valentino

Valle di Valentino
Da Calangianus, sulla strada verso Telti ed Olbia, s'imbocca una strada secondaria che si stacca a sinistra della statale e che in pochi minuti conduce al centro della suggestiva valle di Valentino, ricca di fitti boschi di sughere, lecci, roverelle e macchia mediterranea. La zona, gestita dall'Azienda forestale, ha un'estensione di circa 1 500 ettari ed è punteggiata da stazzi, i cui pascoli ravvivano lo scenario circostante di boschi e di rocce. Trattasi di un'area, situata alle pendici del monte Limbara, ad alto interesse naturalistico. Vi situa, tra i tanti, la chiesa di San Tommaso ed il parco ad essa associato.
Parco La Vignaredda
Il parco La Vignaredda è un'area verde, situata nei pressi dell'antica villa di Padre Bonaventura. Piazza dedicata a Giovanni Maria Tamponi, un carabiniere di Calangianus ucciso nel 1967, è introdotta da una lunga passeggiata granitica, la quale costituiva un tempo l'ingresso all'antica villa. Trattasi di una delle principali e più suggestive aree verdi del paese, dalla quale si raggiungono altri due parchi dedicati rispettivamente a Padre Pio ed allo svago per bambini, nei pressi del rione Siddaiu.
Parco della Vergine delle Grazie
Il parco della Vergine delle Grazie è una vasta e frequentata località, al centro della quale sorge l'omonimo santuario. Caratterizzato da un fitto bosco e vasti percorsi, si trova ai piedi del monte Limbara a pochi chilometri dal centro abitato. Presenta, oltre al suggestivo santuario, un contorno formato da formazioni granitiche, corsi d'acqua e cascatelle. Presentava, fino al 2010, un attrezzato poligono di tiro.

## Società

### Evoluzione demografica
Abitanti censiti

Sono presenti nel 2017 a Calangianus 4 181 abitanti e 1 644 famiglie con una media componenti di 2,47 ciascuna.
I dati fino al 1971 contano anche gli abitanti di Sant'Antonio di Gallura, in precedenza frazione di Calangianus.
Favorita dalla moltitudine di lavoro presente e dall'alto numero di operai, Calangianus contava nell'arco di tempo tra il 1991 e il 2001 più di 6 000 abitanti.

### Etnie e minoranze straniere
Secondo i dati ISTAT la popolazione straniera residente al 31 dicembre 2015 era di 145 persone. Le nazionalità più rappresentate in base alla loro percentuale sul totale della popolazione residente erano:
1. Romania, 63 - 43,44%
2. Marocco, 56 - 38,62%

### Lingue e dialetti

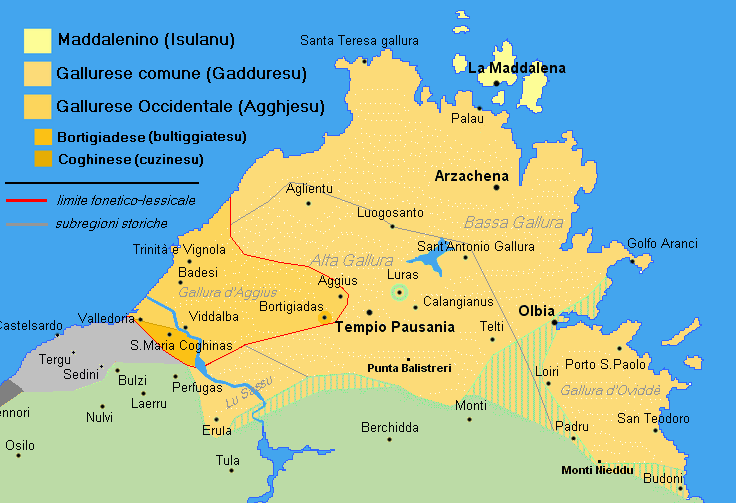
Mappa delle lingue parlate in Gallura.

La lingua più parlata nella cittadina è l'italiano. Accanto a questo, il dialetto di Calangianus è la variante del gallurese chiamata calangianese. La variante calangianese presenta particolarità di pronuncia, con la pronuncia del "cchju" al posto del "gghju", generalmente messa la c al posto della g in alcuni termini ("friacchju" per "friagghju"/febbraio, "pucchju" per "bugghju"/buio, "spucchjià" per "sbucchjià"/sbucciare, "prisciona" per "prisgiona"/prigione), con inoltre una particolare pronuncia calcata della lettera S ("chishtu" per "chistu"/questo, "leshtru" per "lestru"/veloce) e un raddoppiamento, in alcuni casi, delle consonanti (esempi opposti alla variante tempiese "pommi" per "pomi"/patate, "tummatta" per "tumatta"/pomodoro, "ommu" per "omu"/uomo). In altri casi, variano completamente alcuni termini ("agliòla" per "trìula/luglio). Inoltre, la parlata calangianese è riconosciuta per essere più lenta, pacata e aperta rispetto a varianti come quella di Arzachena. La variante del gallurese di Calangianus è rimasta a Sant'Antonio di Gallura sotto diversi aspetti, ma condizionata dalla variante arzachenese per diversi termini e per eloquio più rapido.
Esempio di dialetto calangianese affiancato al gallurese comune e alla traduzione in italiano. In grassetto le differenze:
| Italiano | Gallurese | Calangianese |
| --- | --- | --- |
| L'augurio che faccio a questi sposi anzitutto è una lunga vita, figli vegeti e premurosi nei confronti di amici, bambini e adulti. Questo augurio è, però, destinato al futuro; per ora, abbiate altri pensieri: oggi non pensate al lavoro ma a divertirvi...in compagnia di amici e parenti | L'aguriu chi focciu a chisti sposi primma di tuttu è di campa' alt'e cent'anni poi d'aé fiddoli boni e primurosi cu li cumpagni, cu li steddi e cu li manni. Lu chi t'agghju dittu, però, è pa un dumani; par abà àgghjiti alti pinsamenti: ogghj no pinseti a trabaddani ma a diviltivvi…cu l'amichi e li parenti | L'aguriu chi focciu a chishti sposi primma di tuttu è di campa' alt'e cent'anni poi d'aé fiddoli boni e primmurosi cu li cumpagni, cu li steddi e cu li manni. Lu chi t'acchju dittu, però, è pa un dumani; par abà acchjiti alti pinsamenti: occhj no pinseti a trabaddani ma a diltivvi...cu l'amichi e li parenti |

### Religione

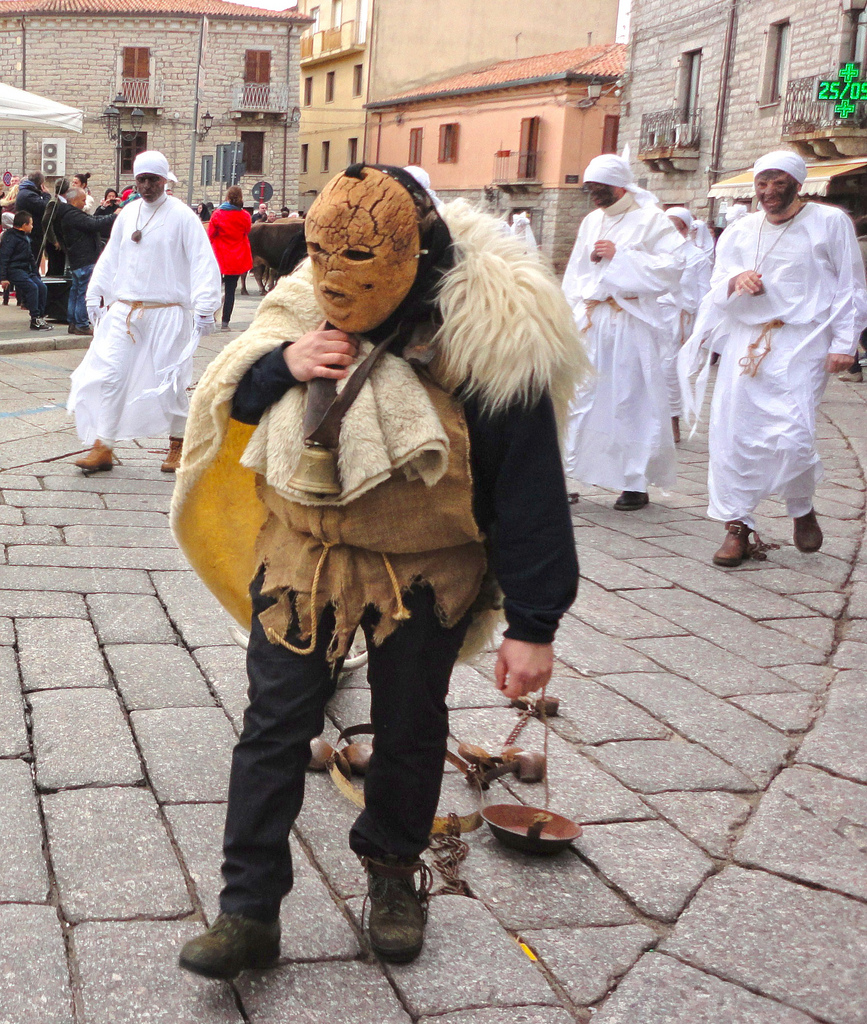
Lu Traicogghju, figurante de La Mascara Gadduresa

La chiesa parrocchiale di Santa Giusta è la parrocchia principale di Calangianus, fa parte della diocesi di Tempio-Ampurias e risale al Cinquecento. Consacrata nel 1738 al culto cattolico, è di rito romano ed è sede del Museo diocesano di arte sacra. Inoltre, il complesso religioso a Calangianus comprende le chiese, anch'esse facenti parte della diocesi sopra riportata, di Sant'Anna, Santa Croce, Santa Maria degli Angeli, Nostra Signora delle Grazie, Santa Caterina, San Sebastiano, San Tommaso.

### Tradizioni e folclore
Il costume antico calangianese è caratterizzato dalla presenza della cappitta e della barretta, esposti dal gruppo folk Lu Rizzatu Caragnanesu, sicuramente il più rappresentativo del paese e conosciuto anche al di fuori dell'Italia.
Vige a Calangianus il gruppo La Mascara Gadduresa, il quale espone in suggestive sfilate le antiche maschere della tradizione gallurese: la mascara in linzolu, la filugnana e li mascari brutti, quest'ultime composte a loro volta da lu traicogghju, la reula e la fuglietta. Esse sono figure grottesche, magiche, rituali e zoomorfe che rappresentano diverse incarnazioni degli spiriti sulla terra.

#### Tradizioni religiose
In passato, nel periodo della quaresima, era usanza non solo astenersi dal mangiare carne ma anche da ogni altra sorta di divertimento. Poiché le campane rimanevano in silenzio e non potevano suonare sino alla serata di sabato, durante tutta la settimana santa a Calangianus era usanza che i bambini percorressero le strade con strumenti di legno di fattura rustica chiamati mattutini, zirrioli e tauleddi per invitare i fedeli a partecipare ai riti religiosi.
Importanti sono a Calangianus i riti della Settimana santa, con le festività pasquali che coinvolgono profondamente la popolazione, la quale partecipa peculiarmente alla Quaresima, alla domenica delle Palme, al venerdì Santo e alla Pasqua.
Il 23 giugno si svolge il vespro di san Giovanni Battista con i fochi di Santu Juanni, ossia i fuochi che rappresentano la purificazione. A Calangianus questi falò sono chiamati anche fucaroni, e vengono preparati in ogni rione. Il rito consiste nel saltare attraverso questi falò con un compagno, in segno di fiducia e fratellanza.

#### Festività
La chiesa di Santa Giusta è stata consacrata al culto cattolico e dedicata alla martire di Cagliari il 19 settembre 1738, la cui ricorrenza è il 14 maggio. Inoltre, a partire dalla terza domenica di settembre si festeggiano per tre giorni le ricorrenze popolari dei santi Isidoro, Lorenzo (i quali affondano le loro radici in età spagnola) e Francesco (prima ricorrenza nel 1930). Il 26 luglio si festeggia la ricorrenza alla compatrona Sant'Anna, nella chiesa ad essa dedicata, edificata nel centro storico di Calangianus nel 1665. In aprile si svolge la festa di Santa Caterina nell'omonima chiesa ed a giugno si festeggia, sempre nel santuario ad esso intitolato, la ricorrenza a San Leonardo Confessore (prima domenica di giugno). Inoltre, vigono le festività tradizionali di San Sebastiano (terza domenica di giugno) e, nel santuario della Vergine delle Grazie, le ricorrenze alla Madonna delle Grazie (terza domenica di aprile), a Santa Lucia (festa tradizionale, seconda domenica di maggio) ed a San Paolo Eremita (santo dapprima titolare dell'antica chiesa ubicata ove situa l'attuale santuario, organizzata la prima domenica di settembre).

## Cultura

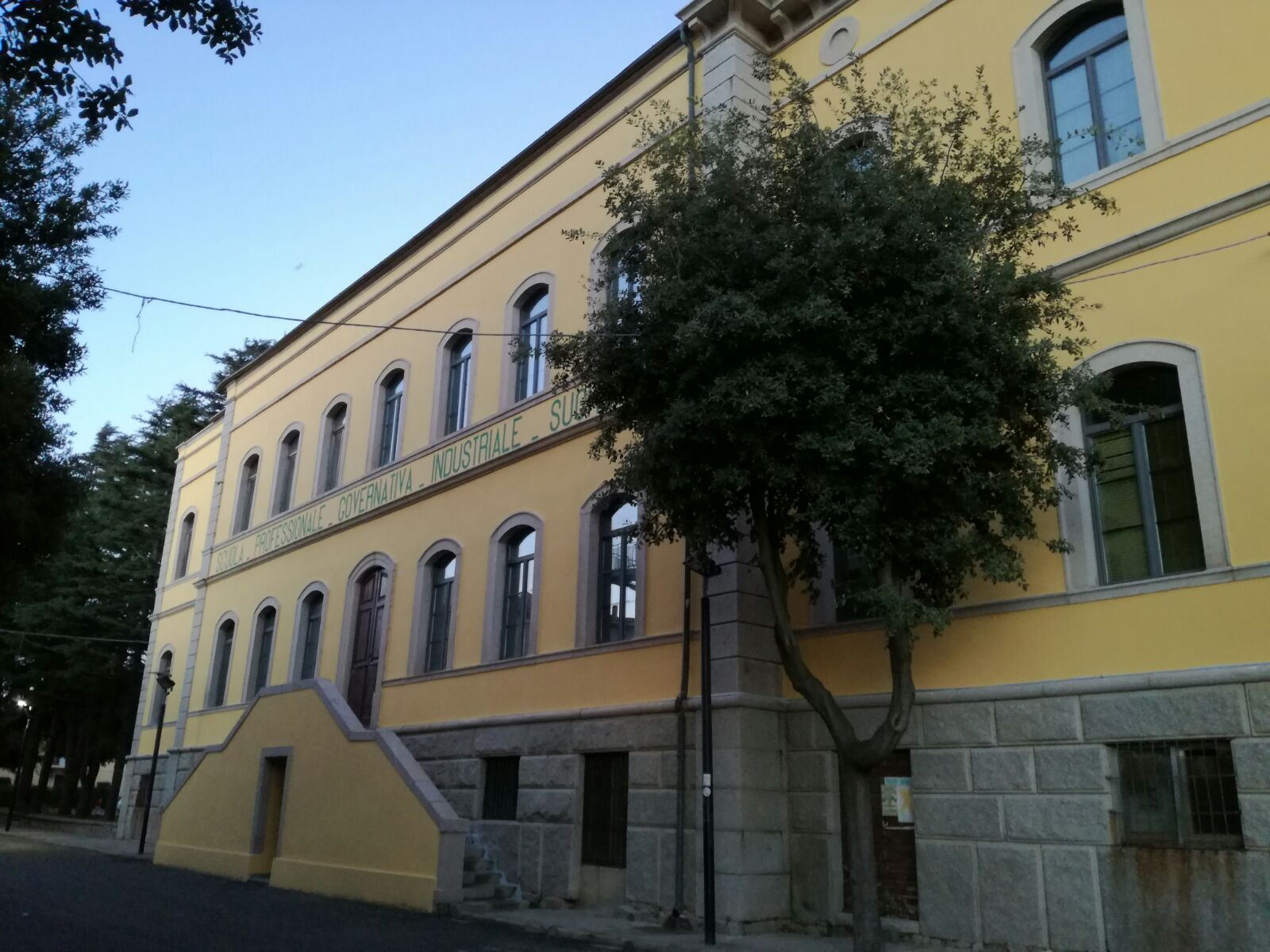
Particolare del palazzo del vecchio Caseggiato, sede della scuola elementare di Calangianus

### Istruzione

#### Ricerca
Calangianus è il centro principale, oltre per la lavorazione, per lo studio e la ricerca riguardante il sughero e le sue varianti. Situano a Calangianus i laboratori di ricerca del sughero della multinazionale Molinas Group, nonché due laboratori di ricerca chimica e biologica presso l'Istituto Professionale di Industria ed Artigianato. Inoltre, aveva sede a Calangianus la stazione sperimentale del sughero.

#### Biblioteche
La biblioteca comunale di Calangianus è dedicata ad Aldo Moro.

#### Scuole
Situa a Calangianus l'Istituto professionale industria e artigianato Niccolò Ferracciu, valido istituto peculiare per essere l'unico che lavora prettamente sull'arte della lavorazione del sughero.

#### Musei

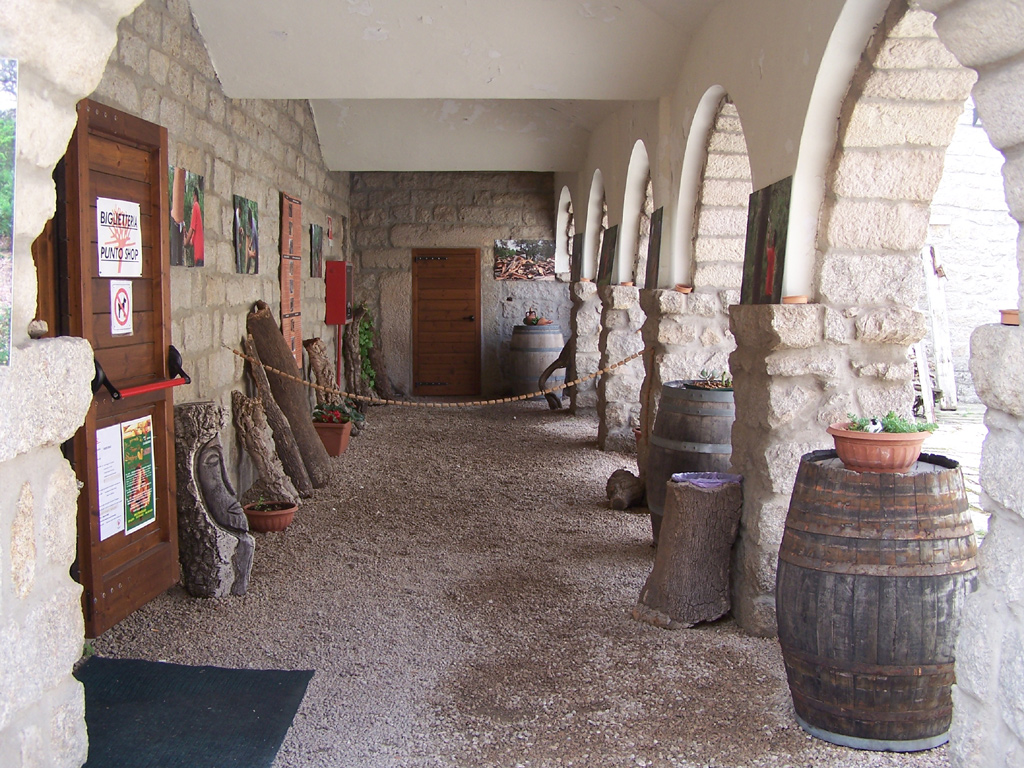
Ingresso al Museo del Sughero

Il Museo del sughero di Calangianus, in via San Francesco 4, si trova all'interno del convento settecentesco. Edificato in due piani, possiede una ricca esposizione che descrive le attività e i prodotti principali della capitale del sughero. Ampia è la spiegazione, attraverso filmati ed attività dal vivo, riguardante ogni passo della lavorazione del sughero. Lo staff del museo organizza, ogni anno, la "Giornata del Tappo di Sughero".
Il Museo diocesano di arte sacra si trova all'interno dell'oratorio di Nostra Signora del Rosario, in via Rosario. Possiede una ricca e caratteristica collezione d'arte sacra datata dal XVI al XVIII secolo, nonché un notevole patrimonio artistico donato da Padre Bonaventura.

### Media

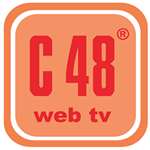
Logo Canale 48 Web Tv 2011

#### Stampa
Dal 1994 viene pubblicata, annualmente, la rivista Calangianus Oggi & Ieri, nella quale viene riassunto un resoconto annuale sulla situazione sociale, economica, politica e sportiva della cittadina. Inoltre, vengono pubblicate in questa rivista avvenimenti storici, antiche tradizioni e biografie di personaggi caratteristici della storia del paese.

##### Televisione
A Calangianus lavora dal 1977 la televisione locale Canale 48 Sardegna, attiva nell'informazione, sport, e folclore. Si distingue inoltre per diversi quiz a premi, dibattiti e documentari. Dal 2011 è una web tv. Dal 2016 si occupa anche di giornalismo e news.

### Arte
Calangianus è il fulcro in Sardegna e in Italia della lavorazione del sughero sotto forma artistica di murales, stampe, quadri e oggettistica, nonché principale fornitore delle botteghe regionali e italiane e di noti artisti.
Dal 2015 è organizzato a Calangianus il concorso di Poesia Sarda "Caragnani", che vede annualmente più di 50 partecipazioni e un ampio interesse di pubblico a livello locale.

### Teatro
Opera a Calangianus l'Associazione Teatrale La Cunfaffa, associazione di commedia importante in Sardegna che espone i propri atti prevalentemente in lingua gallurese.
Affiancato all'Auditorium dell'ex convento, accessibile dal portico dello stesso, vi è un suggestivo anfiteatro granitico edificato assieme alla struttura religiosa.

### Cinema
Situa a Calangianus l'Auditorium dell'ex convento, il cui ingresso situa all'incrocio tra via San Francesco e via Vittorio Emanuele. Accessibile dai locali retrostanti del convento settecentesco, è utilizzato per la rappresentazione giornaliera di film, opere teatrali e presentazioni di libri, nonché sede di dibattiti politici e sociali e dove viene organizzata, ogni anno, una rassegna cinematografica.
Venne girata, tra il territorio di Calangianus e Luras, una scena del film Una questione di Onore, diretto da Luigi Zampa.

### Musica
Raduno bandistico "Michele Columbano"La Banda Musicale Michele Columbano organizza a Calangianus il proprio raduno bandistico, intitolato anch'esso al maestro Columbano. Ogni anno il raduno bandistico Michele Columbano ospita a Calangianus diverse bande musicali europee, ed è organizzato solitamente in concomitanza alle feste patronali.
Scuola civica di musica "Gallura"Calangianus è il comune sede principale della Scuola civica di musica "Gallura", che trova sedi a Luras, Telti, Palau, Golfo Aranci e San Teodoro.

## Geografia antropica

### Urbanistica

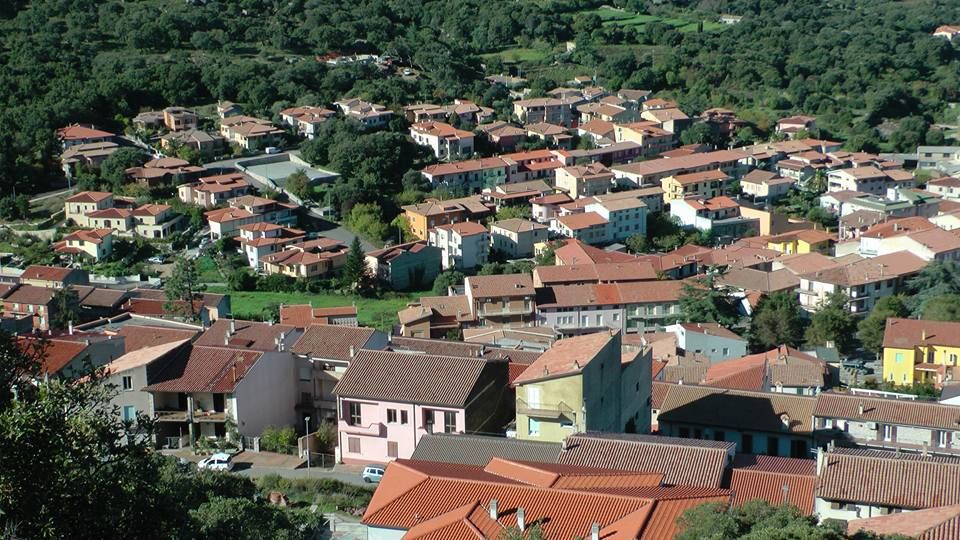
Il rione Lu Pinu visto dal monte di Monti Alcu.

In seguito al rapido sviluppo verificatosi nei decenni, Calangianus non si poté espandere seguendo l'urbanistica del centro e venne espanso lungo le strade per Luras e Telti. Dopo i primi decenni del Novecento, è una questione di anni la nascita degli attuali quartieri calangianesi. Calangianus è suddivisa storicamente in diversi rioni e quartieri storici. I quartieri attuali di Lu Rizzatu, La Rampa, Luccareddha e La Carrera Longa costituiscono il centro storico del paese, caratterizzato da antichi edifici completamente granitici e palazzi storici quali il Palazzo Corda e Lu Palazzu Mannu, oltre al complesso religioso di Santa Giusta, risalente al Cinquecento. Il centro storico di Calangianus rappresenta uno dei massimi esempi di architettura gallurese, caratterizzato appunto da palazzotti granitici collegati tra loro da strette e irregolari strade, anch'esse granitiche. Si riscontra una qualificata presenza di edifici e manufatti di pregevole fattura architettonica ed edilizia, costituiti da palazzetti gentilizi e signorili di tipo urbano e alcuni esempi di case a corte. Gli edifici si sviluppano attorno ad uno spazio chiuso su uno o due livelli, che affacciano su un cortile interno pavimentato. All'esterno sono preceduti da un portale d'ingresso a volte monumentale, che doveva consentire l'ingresso dei tipici carri a buoi sardi. Tuttavia, Calangianus non è caratterizzato da un'ampia architettura di età giudicale, a causa dell'arduo periodo che passò la comunità calangianese fino all'avvento dell'economia del sughero. Il centro storico di Calangianus è un'area di notevole interesse pubblico, vincolata ai sensi degli articoli 136, 137, 157 del decreto legislativo 42/2004 sui beni culturali.

### Frazioni e località
San LeonardoSituato sulla strada provinciale 38 verso Olbia e adagiato su quella che è una rinomata zona vinicola, San Leonardo è una frazione costituita da un nucleo di case sparse, ubicato nei pressi della chiesa dedita al santo in questione.

#### Altre località del territorio
Località IgnazioniSituata sulla SS127 da Tempio Pausania, la Località Ignazioni costituisce l'area industriale del comune di Calangianus.
Cantoniera LaraiLa casa cantoniera Larai situa in territorio comunale di Calangianus, raggiungibile attraverso la strada statale 127 verso Telti. In data 20 ottobre 2015 venne registrata dai sismografi, nei pressi della cantoniera Larai, una lieve scossa sismica di magnitudo 2,4.
Cantoniera CatalaSituata nell'omonima località, lungo via Sant'Antonio, sulla strada verso Sant'Antonio di Gallura ed Olbia.

## Economia

### Agricoltura
La superficie agricola totale di Calangianus è pari a 11892 ha. Le aziende agricole operanti sono 333, delle quali 130 occupano il comparto zootecnico. Nel comparto del sughero, le fonti di approvvigionamento di sughero naturale sono pari a 119 637 quintali, dei quali 18 917 non sono estratti in territorio comunale.
Importante è la produzione vinicola, che vede i vermentini di Calangianus rinomati in campo nazionale da decenni.
Il produttore principale a Calangianus è la Cantina Tondini, nata nel 2004 e rilevante a carattere nazionale. Rilevante è anche la produzione della Cantina Castiglia.

### Artigianato
L'artigianato a Calangianus si basa sui prodotti in granito e sughero. Su quest'ultimo, grazie all'ampia industrializzazione nel campo, è particolarmente propenso. Calangianus rappresenta il comune dove si accentua il maggior numero di artigiani dediti alla lavorazione del sughero: essi rappresentano il 74,63% dell'universo artigianale sardo in materia.
Rilevante è anche l'artigianato tessile e della gioielleria, per un numero totale di 9 imprese artigianali con sede nella cittadina.

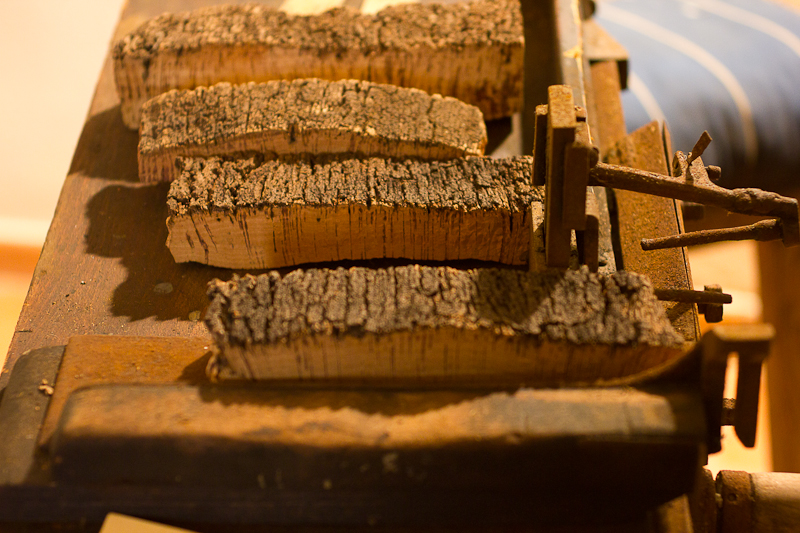
Particolari esposizioni al Museo del Sughero

### Industria
Calangianus dal 1979 è entrato a far parte della lista dei cento comuni più industrializzati d'Italia, per i meriti unici conseguiti in campo economico ed industriale. Il primo Rapporto del Cen.S.I.S. sulla situazione sociale della Sardegna l'ha classificata tra i 128 comuni verdi d'Italia a crescita integrata.

È il maggiore centro italiano per l'estrazione e la lavorazione del sughero, il cui progresso costituisce una delle principali fonti di ricchezza sostenibile della regione. L'Italia rappresenta, a livello europeo, il terzo produttore di sughero con 155 000 quintali annui di estrazione, di cui 140 000 in Sardegna, a loro volta spartiti in 100 000 quintali a Calangianus. La lavorazione del sughero a Calangianus è un'attività che trova origine ai primi anni dell'Ottocento, quando alcuni imprenditori francesi si stabilirono in paese trasformando le fitte sugherete dell'Alta Gallura in un'enorme fonte di ricchezza sostenibile tanto da divenire una delle principali fonte di sostentamento per l'intera popolazione. Intere generazioni si sono mosse dal principio nell'estrazione e nella lavorazione del sughero. Tra queste, rilevante è l'attività della famiglia Deidda, storica dinastia di industriali, che aprì secondo gli storici la prima industria del sughero del Regno d'Italia, mentre il primo sugherificio di Calangianus venne fondato dai Corda nel 1854. Importante è stata ed è tuttora l'attività dei Tamponi, noti "Malgadda". Questa attività non si è persa nei secoli e ha portato il paese gallurese ai massimi livelli in campo nazionale e internazionale. Nel 1987 Calangianus divenne uno dei "Cento comuni della Piccola Grande Italia", la lista dei 100 comuni più industrializzati della penisola. Calangianus conta nel 1992 un numero pari a 111 imprese dedite alla lavorazione di cui, nel 2012, conta 48 sugherifici. Calangianus ha, nel 2007, aderito a Retecork, la Rete europea dei territori sugherieri. Nella cittadina, incaricata alla vicepresidenza dell'associazione, si trova la sede di Retecork Italia. Grazie alla presenza a Calangianus della sede dell'associazione, altri paesi limitrofi hanno potuto aderire come comuni promontori e beneficiare della rete europea che collega i territori sugherieri principali del continente. In particolare, la multinazionale Molinas Group, oltre al campo del sughero (nel quale dà lavoro a oltre 1 000 operai grazie alle sedi a Calangianus, Tempio Pausania, Verona, Germania, Portogallo, Francia e Argentina), si dedica anche al turismo. L'industria del distretto di Calangianus e Tempio Pausania può vantare, nell'ambito, un primato di numeri in Europa secondo solo alle multinazionali portoghesi.

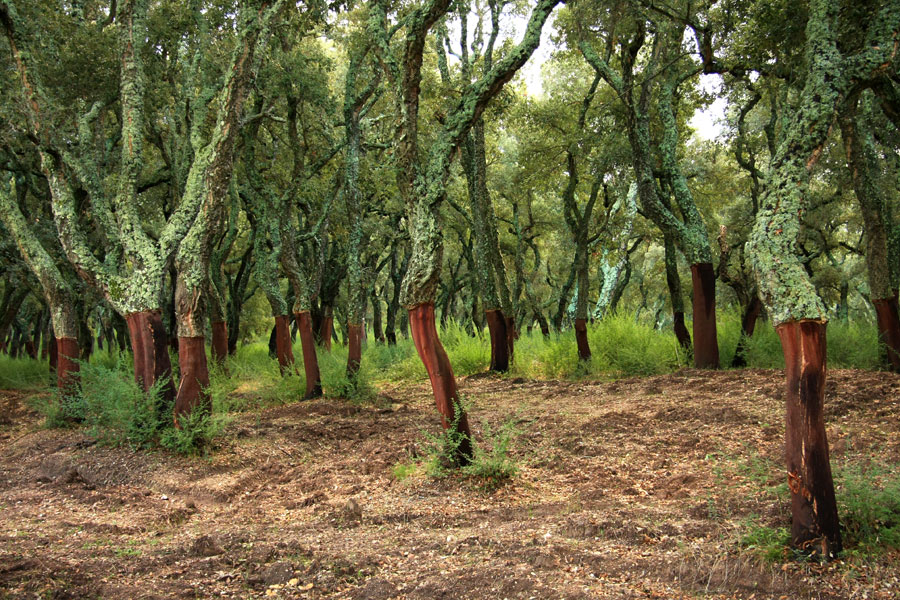
Una tipica sughereta

Rilevante è la produzione di granito (costituente principale dell'ossatura geologica dell'agro di Calangianus), molto diffusa in tutta la Gallura, nella quale si concentra la maggiore produzione regionale di granito. Il bacino di cave granitiche di Calangianus conta 40 unità produttive, incentrato maggiormente sulla produzione più che sul mercato.
Nel 1999 viene fondata a Calangianus l'azienda Plastwood, società che produce e commercializza particolari giocattoli magnetici per bambini di tutte le età, in seguito alla concessione sotto licenza di Claudio Vicentelli, fondatore della Geomag. La Plastwood è famosa per essere stata la prima azienda al mondo ad aver creato e sviluppato il gioco di costruzioni magnetiche, insediata nel Toy Building di New York e diventata presto una delle dieci principali aziende italiane produttrici di giocattoli. Nonostante la crisi, la società ha continuato a ottenere diversi riconoscimenti (tra cui “Giocattolo dell’anno” alla fiera di Mosca nel 2010) e a lanciare nuovi prodotti nel mercato di Norimberga, Slovenia e nel resto d’Europa, facendo rinascere la nuova Plastwood Italia s.r.l. dalle ceneri della vecchia Plastwood.
Sviluppata anche l'industria del legno, orientata principalmente alla produzione di infissi e mobili, dei quali i principali produttori sono i fratelli Di Pellegrini.

### Turismo
La cittadina è posta al centro del parco regionale del Limbara, caratterizzata da un importante turismo rurale.

Attraverso un progetto promosso dall'unione dei comuni dell'Alta Gallura, ogni punto chiave dell'architettura e della storia di Calangianus è accompagnato da un itinerario culturale nel quale è spiegato, in lingua italiana e inglese, il contesto storico e culturale del monumento o della località in questione.

## Infrastrutture e trasporti

### Strade

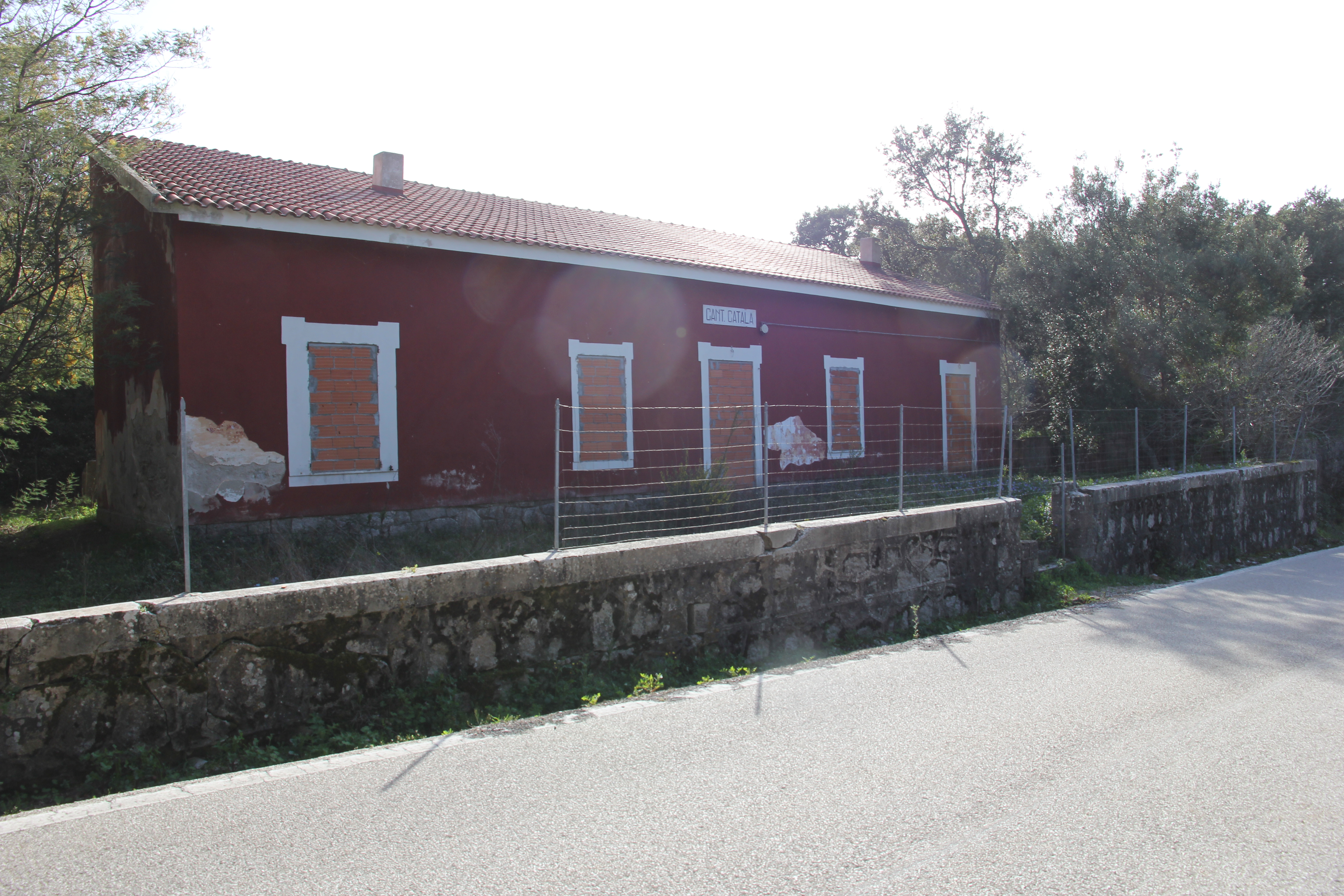
Casa cantoniera di Catala.

La strada statale 127 Settentrionale Sarda collega Calangianus a Tempio Pausania, Nuchis e Telti.
La strada provinciale 136 collega Calangianus a Luras. Inoltre porta sulla strada statale 427 della Gallura Centrale per Sant'Antonio di Gallura, Arzachena e Costa Smeralda.
La strada provinciale 38 collega Calangianus a Priatu e Olbia.
La strada provinciale 138 collega Calangianus a Berchidda.

### Ferrovie

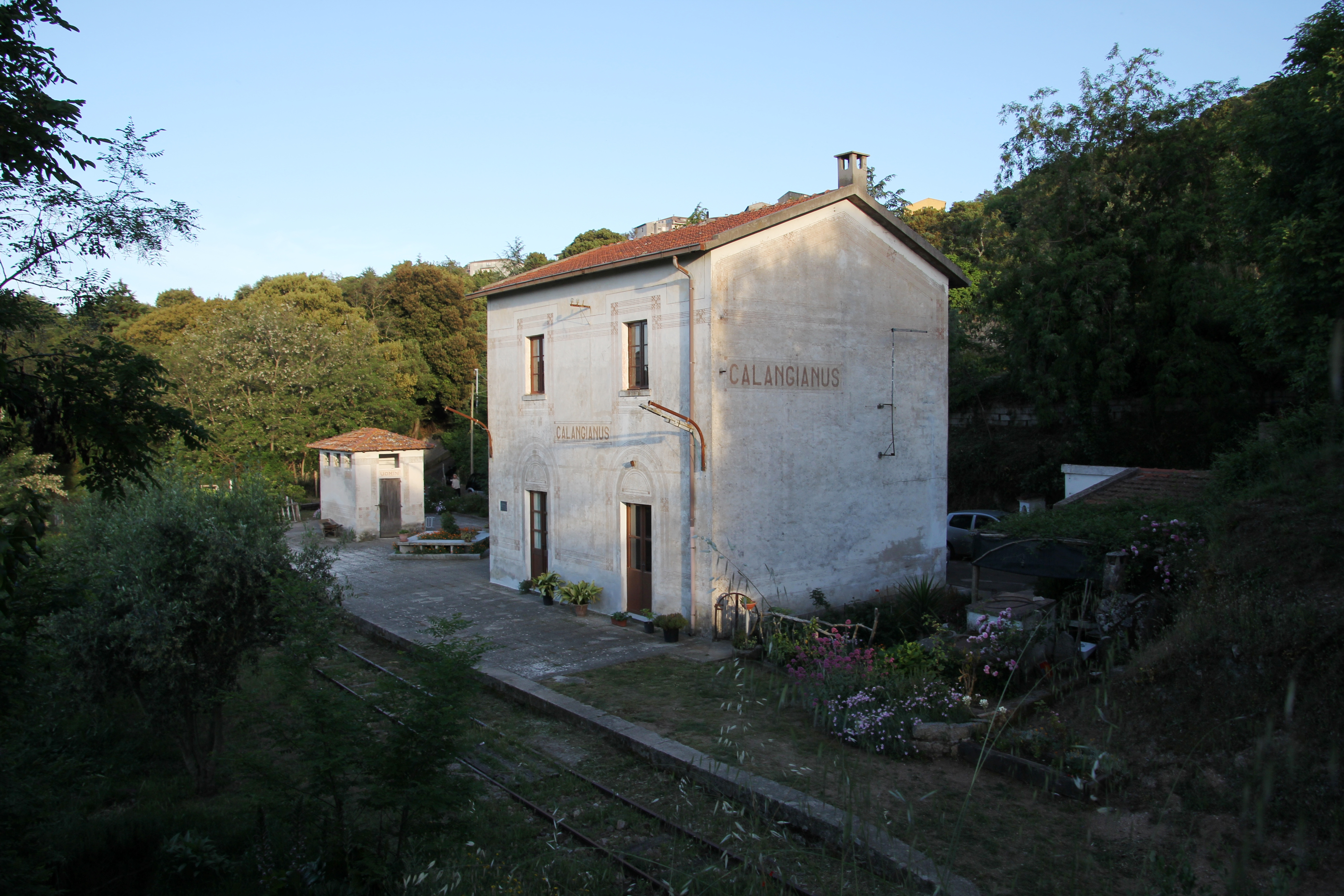
La fermata di Calangianus, impiegata dal 1997 per soli fini turistici

Il territorio comunale è attraversato dalla ferrovia Sassari-Tempio-Palau, linea utilizzata in questo tratto sino al 1997 per i servizi di trasporto pubblico e successivamente per esclusivi impieghi turistici legati al Trenino Verde. Alla periferia dell'abitato è situata la fermata di Calangianus; nel territorio comunale è inoltre presente la fermata di San Leonardo, oltre agli scali ferroviari di Luras e Nuchis.
Sino al 1958 Calangianus fu servita anche dalla linea Monti-Tempio e da una stazione ferroviaria (poi interamente smantellata) posta lungo tale tracciato, la quale costituiva la stazione principale del paese.

### Mobilità urbana
Sul territorio di Calangianus, il trasporto pubblico è effettuato da ARST.

## Amministrazione
Questi i sindaci che hanno amministrato Calangianus dal 1988 ad oggi:
| Periodo        | Periodo        | Primo cittadino   | Partito                   | Carica                  | Note |
| -------------- | -------------- | ----------------- | ------------------------- | ----------------------- | ---- |
| 17 giugno 1988 | 6 giugno 1993  | Stefano Scano     | Lista civica              | Sindaco                 |      |
| 17 giugno 1988 | 21 giugno 1993 | Gesuino Luciano   | Lista civica              | Assessore anziano       |      |
| 21 giugno 1993 | 28 aprile 1997 | Stefano Scano     | Lista civica              | Sindaco                 |      |
| 28 aprile 1997 | 13 maggio 2001 | Stefano Scano     | Lista civica              | Sindaco                 |      |
| 14 maggio 2001 | 27 maggio 2002 | Gian Luigi Rossi  | Democratici di Sinistra   | Commissario prefettizio |      |
| 28 maggio 2002 | 29 maggio 2007 | Antonio Scano     | Lista civica              | Sindaco                 |      |
| 29 maggio 2007 | 12 giugno 2012 | Antonio Scano     | Lista civica              | Sindaco                 |      |
| 10 giugno 2012 | 11 giugno 2017 | Gio Martino Loddo | Rinascita per Calangianus | Sindaco                 |      |
| 11 giugno 2017 | 13 giugno 2022 | Fabio Albieri     | Calangianus Domani        | Sindaco                 |      |
| 13 giugno 2022 | in carica      | Fabio Albieri     | Calangianus Domani        | Sindaco                 |      |

### Gemellaggi
- Dublino, dal 2009, gemellaggio sportivo-culturale.[118]
- Penglai, dal 2012.[119][120]
- Gensac-la-Pallue, dal 1992

#### Gemellaggi Auser
- Sesto Fiorentino, dal 2001[121]

### Altre informazioni amministrative
Calangianus ha un'alta percentuale di raccolta differenziata. Infatti, dal 50% del 2014, è salito nel 2015 al 70%, guadagnandosi nel 2016 il primato in Gallura.
Nel 2011 è stato il primo comune in Gallura a regolamentare la raccolta dei funghi, al fine di garantire la massima tutela dell'ambiente. Progetto già aperto dall'amministrazione comunale di Calangianus negli anni 70 (al tempo respinto dalla regione), al giorno d'oggi aderiscono a questo progetto tutti i comuni della Gallura.

## Sport

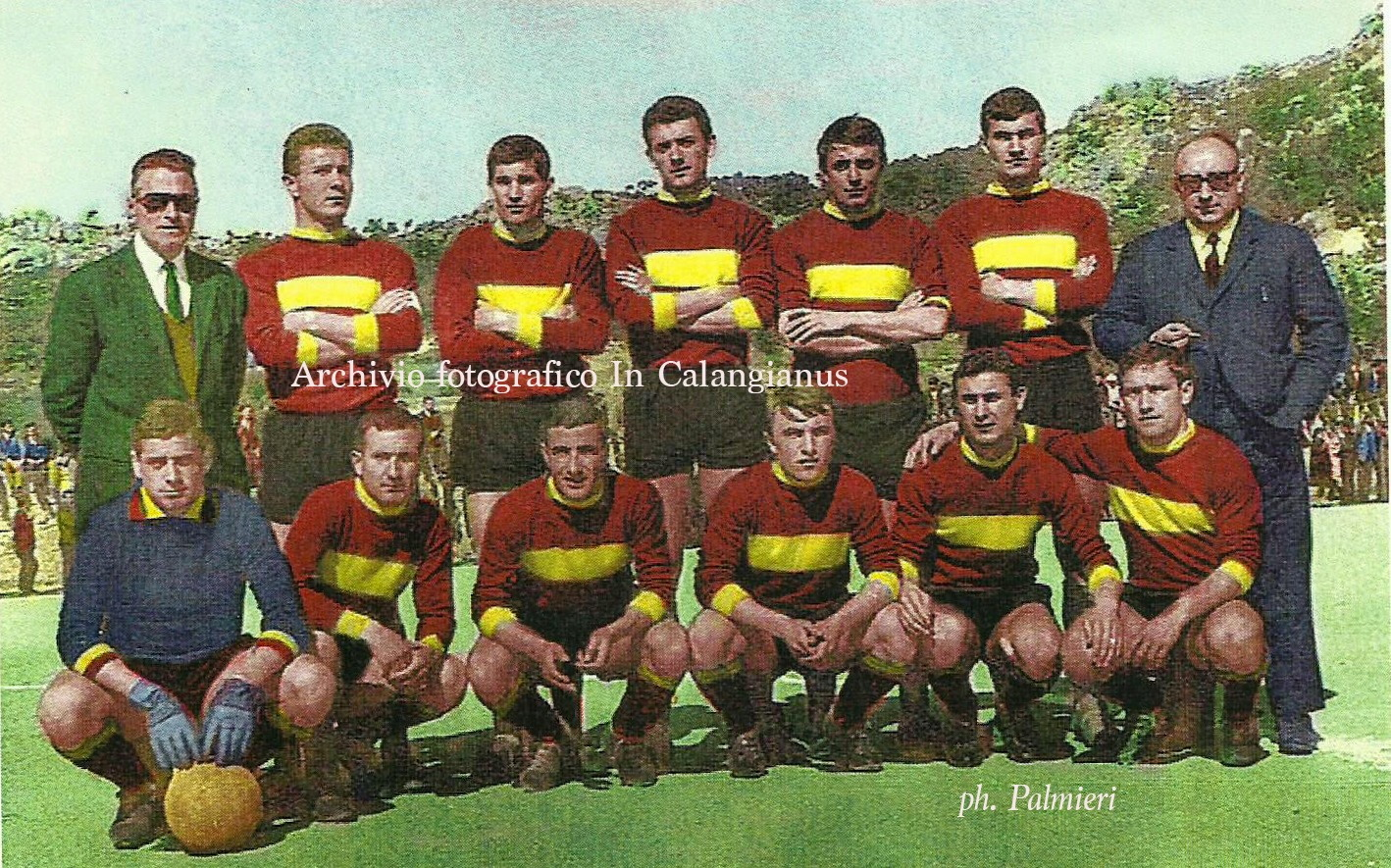
Formazione del Calangianus durante il campionato di Serie D 1963-1964.

Il benessere economico di Calangianus ha permesso uno sviluppo ottimale di attività sportive, luogo natale di società e soggetti affermati e riconosciuti a livello regionale e nazionale. Le due prime società sportive della storia della cittadina, di cui una ancora in attività, sono la C.S. Frassati e la Società Ginnastica Limbara 1905, dalla quale nacque il Foot Ball Club Calangianus 1905.
Nel calcio il Foot Ball Club Calangianus 1905 milita nel campionato di Eccellenza Sardegna. Trattasi della terza squadra più antica dell'isola, nonché quella più titolata a livello regionale e con più presenze in Serie D. La A.S.D. Calangianese, nata nel 1975, milita in Seconda Categoria e la A.S.D. Karagnanj 013, nata nel 2013, ha militato nella Seconda Categoria Sardegna.
Il CSB Luchy Club Calangianus è la principale associazione sportiva in Sardegna che si occupa di biliardo all'italiana, organizzatrice del 25th World Championship 5 Pins Individual Open 2022, la venticinquesima edizione del campionato mondiale di biliardo all'italiana 5 birilli, tenutasi a Calangianus. Milita nel Campionato Italiano a squadre di Serie A.
Il Gruppo Pugilistico Aurora, fondato il 13 ottobre 1970, è una delle società pugilistiche più titolate in Sardegna.
L'associazione ASD Shalom si occupa di badminton (disputa i circuiti di serie D nazionale e i circuiti di serie F e H regionale), nonché di attività sportiva per ragazzi diversamente abili, partecipando a manifestazioni regionali e organizzandone una nel mese di settembre. Si occupa anche di basket, jumping fitness e pallavolo, arrivando a vincere nel 2002 i campionati nazionali allievi del CSI e disputando annualmente i campionati principali regionali e nazionali. Lavora parallelamente a Calangianus e Luras, dopo l'annunciata fine delle attività nel 2013.
Il Tennis Club Calangianus milita nel campionato di Serie C e disputa i campionati regionali anche a livello giovanile.

### Impianti sportivi

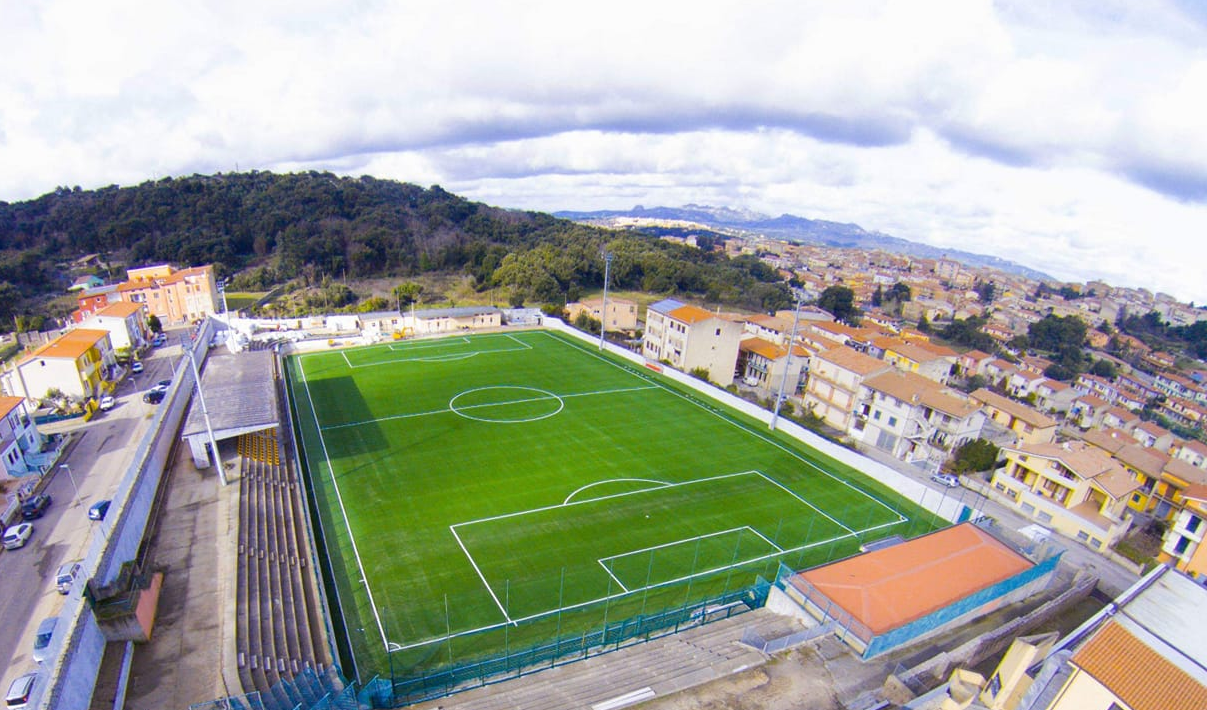
Lo stadio Signora Chiara.

La struttura sportiva principale di Calangianus è lo Stadio Signora Chiara, inaugurato il 1 novembre 1953. Ospita le partite del Foot Ball Club Calangianus 1905 ed è adattabile per attività polisportive.
L'Expo Calangianus è una struttura polivalente utilizzata per incontri di arti marziali, pugilato e biliardo a livello regionale, nazionale ed internazionale.
La struttura della palestra comunale delle scuole medie è adattata da palazzetto dello sport, per calcio a 5, calcio a 7, basket, pallavolo, lancio del peso, salto in lungo.

### Eventi sportivi
Dal 2015 è organizzato a settembre dal CSB Luchy Club il Meeting Open Città di Calangianus, una rilevante manifestazione di biliardo a livello nazionale nella quale prendono parte importanti giocatori professionisti come Crocefisso Maggio e Salvatore Mannone.
Calangianus è dal 2004 tappa del Rally Italia Sardegna, gara automobilistica di rally valida come tappa italiana del Campionato del mondo ed organizzata da suddetta stagione nel nord Sardegna, con sedi centrali ad Olbia e Alghero. Inoltre, è stato o è sede della Coppa Martini - Rally Internazionale Storico Costa Smeralda, del Rally Terra Sarda e del Rally Cross Country Baja Vermentino-Terre di Gallura.
Dal 2018 è organizzata, nel mese di giugno, la Nord Legno Cup, un rilevante torneo calcistico giovanile a livello regionale.
Lo stadio Signora Chiara di Calangianus è dal 2019 una delle sedi principali del Torneo Mondiale Manlio Selis, torneo giovanile tra i più importanti in Europa per la categoria under 13. Calangianus ha ospitato, in occasione della manifestazione, AC Milan, Inter, Juventus e Genoa (finaliste a Calangianus nell'edizione 2021), Roma, Liverpool, CSKA Sofia e Cagliari.
Dal 20 al 25 settembre 2022 l'Expo Calangianus ha ospitato il 25th World Championship 5 Pins Individual Open, la venticinquesima edizione del campionato mondiale di biliardo all'italiana 5 birilli.
L'8 dicembre 2023 l'Expo Calangianus ospiterà la finale per il titolo Unione Europea dei pesi Gallo tra i pugili Cristian Zara e Sebastian Perez.